# Österreichische Eishockey-Liga
Die ICE Hockey League, International Central European Hockey League, ist seit der Saison 2005/06 ein eigenständiger Verein in dem wechselnde Teams aus Italien, Österreich, der Slowakei, Slowenien, Ungarn und Tschechien teilnehmen. Im Jahr 2010 wurde die Liga in die Ligenvereinigung Hockey Europe aufgenommen, welche die sieben stärksten europäischen Ligen vereint und der gegenseitigen Unterstützung und der besseren Vermarktung des europäischen Eishockey dient. Parallel zum Ligagewinn wird unter den österreichischen Teilnehmern der österreichische Meister ausgespielt. Die höchste österreichische Spielklasse existiert in dieser Form seit der Saison 1965/66. Bis zur Saison 2005/06 handelte es sich um eine rein österreichische Liga, seit der Spielzeit 2006/07 nehmen auch Vereine aus dem umliegenden Ausland daran teil.
2003 wurde die Erste Bank Namenssponsor, bis 2020 firmierte die Liga daher unter dem Namen Erste Bank Eishockey Liga (EBEL). Mit der  realisiert. In der Folgespielzeit erfolgte der Schritt zur internationalen Liga. Von Juli 2020 bis Ende Februar 2022 war bet-at-home Titelsponsor, seit März 2022 ist der österreichische Wettanbieter win2day neuer Sponsor. Die Liga wurde in ICE, wobei ICE als Abkürzung von International Central European Hockey League (Internationale Mitteleuropäische Eishockeyliga) verstanden wird, wie auch dem englischen Wort für Eis entspricht.
Von der Saison 2005/06 bis zur Saison 2008/09 war Karl Nedwed Präsident der EBEL. Vom 4. September 2009 bis im Dezember 2013 war es Karl Safron. Ihm folgte Peter Mennel, der im Juli 2019 das Amt wieder abgab. Nach seinem Rücktritt übernahm Karl Safron wieder interimistisch das Amt. Im Jänner 2020 wurde Jochen Pildner-Steinburg zum Präsidenten gewählt, nahm aber wegen unterschiedlicher Rechtsauffassung bezüglich des Ergebnisses die Wahl erst im Juli 2020 an.

## Geschichte
Vorgänger der heutigen Liga waren seit 1923 verschiedene Meisterschaften, deren Gewinner auch heute als offizielle Träger des Titels Österreichischer Meister geführt werden. In den Jahren 1936 bzw. 1939 bis 1945 fand keine Meisterschaft statt. Während des Zweiten Weltkrieges nahmen einige Vereine an der Deutschen Eishockey-Meisterschaft teil, weshalb der Wiener EV (1940) und der EK Engelmann Wien (1939) in ihrer Vereinsgeschichte auch einen Deutschen Meistertitel aufweisen können.

### Gründung
- siehe auch Eishockey in Österreich

Bis zur Saison 1964/65 wurde die österreichische Meisterschaft in einer einzelnen landesweiten Liga ausgespielt, die Nationalliga A genannt wurde. Darunter gab es unter der Sammelbezeichnung Nationalliga B mehrere regionale Gruppen. Bis zur genannten Saison gab es insgesamt acht Vereine in der Nationalliga A: EC KAC, Innsbrucker Eislaufverein (IEV), Wiener Eissport-Vereinigung (WEVg), Sportverein Ehrwald (SVE), EK Zell am See (EKZ), ATSE Graz und Salzburger Eislaufverein (SEV).
Da die einzelnen Vereine jedoch in stark unterschiedlichen wirtschaftlichen und sportlichen Klassen spielten, beschloss der österreichische Eishockey-Verband in einer Sitzung am 15. Mai 1965, das Teilnehmerfeld aufzuspalten. Der Meister sollte in einer nunmehr Bundesliga genannten ersten Klasse von nur noch vier Vereinen ausgespielt werden. Für die nächsten vier Saisonen sollte es keinen Absteiger geben, stattdessen sollte der jeweilige Meister der zweiten Spielklasse, die weiterhin Nationalliga B hieß, aufsteigen und so nach und nach das Teilnehmerfeld wieder aufstocken.
Zur selben Zeit wurde die Professionalisierung der ersten Liga vorangetrieben, da seitens des ÖEHV die Erkenntnis reifte, dass eine Verbesserung des Liga-Niveaus im Rahmen der Möglichkeiten einer semiprofessionellen Organisation nicht mehr gelingen konnte.

### 1965 bis 1970 – Die ersten Spielzeiten
Begonnen wurde die Bundesliga in der Saison 1965/66 mit dem EC KAC, dem IEV, dem WEVg und dem KEC (Kitzbüheler Eishockey-Club). Erster Meister der neuen Liga wurde der EC KAC, das erste Bundesligator wurde jedoch von Erhart Hermann vom Innsbrucker EV erzielt. Gespielt wurde eine vierfache Hin- und Rückrunde ohne Playoffs.
In der Saison 1966/67 stieß der ATSE Graz zum Teilnehmerfeld, in der Saison darauf die VEU Feldkirch. Der achte Verein hieß schließlich EK Zell am See und nahm in der Saison 1968/69 erstmals an der Bundesliga teil. In dieser Spielzeit wurde auch eine Modusänderung beschlossen: nach dem Grunddurchgang wurde der Sieger in einer Meisterrunde ausgespielt. Die letzten drei Teams spielten um den Verbleib in der Bundesliga, wobei der Letzte gegen den Meister der Oberliga in die Relegation musste. Dieser Modus wurde auch in der folgenden Saison beibehalten.
In diesen Zeitraum fiel die Verbandstagung am 24. Juni 1967 in Mödling, bei der den Klubs erlaubt wurde, 2 ausländische Spieler zu engagieren und auch einzusetzen. Es gab aber die Beschränkung, dass auch der Gegner zwei oder einen einsetzt; falls dieser keinen einsetzt, war nur ein Nicht-Österreicher erlaubt. Ein weiterer Beschluss war: „Es wird weiterhin 6 Klubs geben, erst ab 1968/69 wird die Bundesliga auf 8 Klubs aufgestockt – die Nationalliga wird nicht mehr in A und B aufgeteilt und es wird auch dort 8 Klubs geben. Die Bundesligavereine sollen in Zukunft neben einer Jugendmannschaft auch eine solche der Schüler führen. Vor den Bundesligaspielen werden künftighin die Jugendmannschaften der betreffenden Klubs das Vorspiel bestreiten.“

### 1970 bis 1980 – Dominanz des EC KAC
Die Meisterschaft 1970/71 wurde bei insgesamt acht Mannschaften erstmals in vier Durchgängen gespielt, womit es für jeden Klub 28 Matches gab. Der Grazer AK hatte nicht nur eine Fußballmannschaft in der höchsten Spielklasse, die Eishockeyabteilung konnte mit dem Oberliga-Meister auch in der als Bundesliga bezeichneten höchsten Liga spielen. Die Oberliga wurde ab nun zwecks Kostenersparnis in eine West- und Ostgruppe geteilt.
Der EC KAC dominierte in den 1970er Jahren die Liga und holte insgesamt acht Mal den Meistertitel nach Klagenfurt. Lediglich der ATSE Graz konnte diese Dominanz mit zwei Grazer Titeln brechen. Bei den übrigen Mannschaften gab es einige Wechsel zwischen Bundesliga und der zweithöchsten Spielklasse. Mehrmals wurde der Modus gewechselt, und drei Mal kam der neue Playoff-Modus nach kanadischem Vorbild zur Anwendung. In den beiden letzten Spielzeiten wurde der Sieger wieder in einer Meisterrunde ermittelt, in der die nach dem Grunddurchgang bestplatzierten Teams noch einmal eine oder mehrere Hin- und Rückrunden gegeneinander spielten.
In diesen 1970er Jahren wurde auch die Professionalisierung der Liga weiter vorangetrieben. Die Budgets der teilnehmenden Mannschaften stiegen, und es kamen vermehrt Legionäre zum Einsatz. Außerdem wurde in der Saison 1970/71 zum ersten Mal eine überregionale Schülerliga veranstaltet, um auch den Eishockey-Nachwuchs zu fördern. 1972 wurde auch die Helmpflicht eingeführt, was die bis dahin eher kaum mit Schutzkleidung ausgestatteten Spieler anfangs irritierte. Der Nachteil der neuen Regelung war, dass es dadurch anfangs wesentlich mehr Tätlichkeiten mit dem Stock gegen Kopf und Nacken der Spieler gab, jedoch normalisierte sich dies bald. Ab 1973 war auch eine Kunsteisbahn für jeden Teilnehmer vorgeschrieben.
Zu einem Kuriosum kam es in der Spielzeit 1972/73. Dem WEV wurden 16 Punkte in der Tabelle abgezogen, da die Mannschaft einen nicht spielberechtigten Legionär eingesetzt hatte. Dabei war aber übersehen worden, dass der fragliche Spieler, Paul Kremz, ein gebürtiger Tschechoslowake, bereits seit 1971 beim WEV gespielt hatte und die ganze Affäre nur durch dessen Einbürgerung offenkundig wurde.
Die Legionärsproblematik war auch schon damals an der Tagesordnung, als der ÖEHV 1973 beschloss, 1975/76 und 1976/77 nur noch einen Legionär pro Mannschaft zuzulassen. Geplant war, ausländische Spieler danach ganz zu verbieten, da man sich davon eine Verbesserung einheimischer Spieler erhoffte. Bereits in dieser Zeit nutzten viele Teams aber die Möglichkeit der Einbürgerung, sodass es binnen kürzester Zeit zu einer Schwemme an sogenannten „Austros“ kam, also Spielern mit einer Doppelstaatsbürgerschaft. Dies konnte vom ÖEHV aber durch einige Kompromisse in den Statuten abgemildert werden. Das geplante Verbot von Legionären trat zwar nie in Kraft, aber einige Teams hatten trotzdem auf die Verpflichtung ausländischer Spieler verzichtet. Hier schrieb der ÖEHV vor, dass die übrigen Mannschaften gegen diese nur maximal einen Legionär einsetzen durften.
1975 wurde außerdem beschlossen, dass der Torhüter sich im Falle eines Schadens an seiner Ausrüstung auswechseln lassen musste, da bis dahin oft versucht worden war, durch das In-Ordnung-Bringen der Torhüterausrüstung Zeit zu schinden. 1978 handelte der frischgebackene ÖEHV-Präsident Hans Dobida mit dem ORF den ersten TV-Vertrag aus, der die Live-Übertragung von Meisterschaftsspielen im Fernsehen ermöglichte.

### 1980 bis 1990 – Professionalisierung der Liga
In den Achtzigern zeichnete sich zunächst eine problematische Entwicklung ab, da die Bundesliga-Mannschaften allesamt aus relativ weit auseinanderliegenden Gebieten stammten und so der laufende Meisterschaftsbetrieb hohe Reisekosten verursachte. Gleichzeitig wurde versucht, die Leistungen der Schiedsrichter zu verbessern, da es angesichts des sich stetig steigernden Niveaus der Liga immer öfter zu fragwürdigen Entscheidungen kam. So wurde 1982 ein Beobachtungssystem eingeführt, und ein neu gebildeter Ausschuss griff in strittigen Fragen ein.
Einen wahren Boom des Zuschauerinteresses löste der Aufstieg des Nationalteams in die B-Gruppe aus. Der Erfolg der Nationalmannschaft ließ auch die Zuschauerzahlen der Bundesligavereine steigen, wo jedoch hin und wieder zu großzügig gewirtschaftet wurde, sodass mehrmals Teams nur knapp am Konkurs vorbeischlitterten. Angesichts dessen zeigten die Klubs nun auch vermehrt Bereitschaft, in Fragen des Nachwuchses und der Organisation der Liga zusammenzuarbeiten. Die „Stiftung zur Förderung des österreichischen Jugend-Eishockeysports“ stellte zusätzlich Mittel zur Verfügung, sodass die Zahl der nachrückenden Spieler nach und nach stieg. Dennoch brachen mehrere Mannschaften aus dem Teilnehmerfeld weg. Der Konkurs des SV Kapfenberg im Jahr 1984 machte deutlich, dass die Ressourcen begrenzt waren, aber auch der WAT Stadlau hatte Mitte der Achtziger Probleme, nach mehreren großen Investitionen den Spielbetrieb aufrechterhalten zu können und musste 1985 schließlich auf eine Teilnahme an der Bundesliga verzichten. In der Saison 1983/84 lief bei den Stadlauern sogar deren 48-jähriger Trainer Walter Znehnalik als Spieler ein.
Für die Meisterschaft 1986/87 war der Einsatz von zwei Legionären und drei so genannten Transferkartenspielern (Austrokanadiern) erlaubt, doch konnten die beiden Letzten der Bundesliga und auch der Aufsteiger noch einen dritten Legionär einsetzen.
Die Meisterschaft 1988/89, die am 30. September begann, wurde nur mit sechs Klubs und ohne Play-off-Modus gespielt. Beim EC KAC wurde der langjährige Erfolgstrainer Bill Gilligan durch Roger Lamoureux ersetzt. Der WEV wechselte wegen Erfolglosigkeit Ende Oktober 1988 (die Mannschaft lag nach 6 Matches am vorletzten Platz; am Wochenende 16./17. Oktober hatte es in Villach beim EC VSV ein 0:5 gegeben) seinen Trainer; Walter Znehnalik (sen.) löste Gerhard Hausner ab.

Die Meisterschaft wurde aber mit einer Meisterrunde mit den vier Top-Teams (VSV, KAC, Innsbruck, Feldkirch) abgeschlossen, wobei die Villacher als Dominatoren des Grunddurchgangs auf dem Weg schienen, zum zweiten Mal nach 1981 wieder Meister zu werden. Vorerst wurde drei Runden vor Schluss mit einem 4:2-Heimerfolg am 5. März gegen den Klagenfurter Lokalrivalen der Vorjahrsmeister entthront, dann aber wurde es nochmals eng, denn am 7. März kassierten die Blau-Weißen in Feldkirch mit einem 3:4 die erste Niederlage seit mehr als 14 Monaten, während Innsbruck in Klagenfurt 5:3 gewann und mit dem VSV (7 Punkte) gleichzog. So fiel die Entscheidung erst in der Schlussrunde am 10. März, in der es in Villach zum direkten Duell kam. Innsbruck gewann 6:2; ein Meistertitel, der für die Tiroler richtiggehend überraschend kam, denn es musste danach erst eine Meisterfeier organisiert werden.
Der KAC, der mit nur zwei Punkten an die letzte Stelle der Meisterrunde abgerutscht war, konnte Feldkirch zwar 5:4 bezwingen, hatte wie die Vorarlberger 4 Punkte, blieb aber Letzter. (Der enttäuschende WEV verpflichte für die neue Saison den zehnfachen ČSSR-A-Nationalteamspieler Pavel Volek als neuen Trainer, der schon am 10. April seine Arbeit aufnehmen sollte.)

### 1990 bis 2000 – Anhängsel der Alpenliga, VEU Feldkirch ist Serienmeister
In den Neunzigern wurde zusätzlich zum staatlichen Ligabetrieb die Alpenliga mit Vereinen aus Slowenien bzw. Jugoslawien und Italien ausgetragen. Der eigentliche österreichische Meister wurde jeweils in einer stark verkürzten Saison nach dem Ende der Alpenliga-Saison ausgespielt. Dies geschah im Regelfall in einem sehr kurzen Grunddurchgang und anschließenden Playoffs. In der Saison 1996/97 wurde jedoch ganz auf den Grunddurchgang verzichtet, stattdessen waren die drei besten österreichischen Teams der Alpenliga fix für das Playoff gesetzt, die übrigen drei Mannschaften spielten in einer kurzen Hoffnungsrunde den letzten Teilnehmer aus.
Durch den hohen finanziellen Aufwand und die große Überlegenheit der VEU Feldkirch, die zu dieser Zeit auch in internationalen Turnieren große Erfolge erzielte, wurden die anderen Vereine gezwungen, ebenfalls einen hohen Aufwand zu betreiben, um konkurrenzfähig zu bleiben. Nach und nach brachen die kleineren Teams weg und wechselten in die Nationalliga, sodass ab der Saison 1998/99 mit dem EC KAC, dem EC VSV, dem WEV und der VEU Feldkirch nur noch vier Mannschaften den Meister untereinander ausspielten. Der SV Kapfenberg ging 1997 sogar während der laufenden Saison in Konkurs und konnte nur zehn der geplanten 18 Spiele des Grunddurchgangs absolvieren.

### 2000 bis 2010 – Insolvenzen und Versuch des Neubeginns

#### Der Ligacrash
Im Sommer 2000 folgte dann das Unausweichliche: nachdem die Budgets zuvor schon explodiert waren, meldete die VEU Feldkirch nach dem Absprung des Hauptsponsors, nicht mehr am Ligabetrieb teilnehmen zu können. Seitens des ÖEHV wurde die Notbremse gezogen. Die Teams setzten sich zusammen und beschlossen einen Neustart mit vernünftigen Budgets, die auch die Teilnahme einiger in den vergangenen Jahren in die Nationalliga abgewanderten Teams erlauben sollten.
Die Saison 2000/01 startete so nach einigen Schwierigkeiten schließlich mit zehn Mannschaften. In der folgenden Spielzeit gab es ein Novum, als mit Uniqa erstmals ein Haupt- und Namenssponsor für die Liga gefunden werden konnte. Diese sponserte für drei Spielzeiten den Ligabetrieb.

#### Erste Bank Eishockey Liga
In der Saison 2003/04 übernahm die Erste Bank der oesterreichischen Sparkassen AG das Sponsoring des Ligabetriebes und bleibt dieser bis Saison 2019/2020 treu. Jedoch brachen durch erneute Budgeterhöhungen bei den einzelnen Teams wiederum mehrere Mannschaften im Laufe der Zeit weg. Die Saison 2003/04 wurde mit nur sieben Mannschaften ausgetragen, und nach Saisonende verkündete die VEU Feldkirch (die bis dahin unter dem Namen „EHC Feldkirch 2000“ gespielt hatte) den Abstieg in die Nationalliga. Zur selben Zeit machte der EC Red Bull Salzburg als Meister der Nationalliga von dem Recht Gebrauch, in die Bundesliga aufzusteigen und spielt für kurze Zeit mit zwei Mannschaften in den beiden höchsten Ligen. Damit blieb es vorerst bei einer Anzahl von sieben Teams.
Zwei Spielzeiten lang wurde die Liga in dieser Form ausgespielt. Jedoch zeichneten sich immer wieder Schwierigkeiten ab.

## Die Liga als eigene Organisation
Eine der Konsequenzen diese Schwierigkeiten war die Gründung eines eigenen Vereins (ICE Hockey League ZVR: 840 697 175, am 28. Oktober 2005) der die Organisation der Meisterschaft auf eine professionelle Ebene hob.
Der Verein organisiert noch folgende Ligen:
Seit der Saison 2012/13 eine länderübergreifende U-20 Liga: Die ICE Young Stars League
Seit der Saison 2013/14 eine länderübergreifende U-18 Liga: Die ICE Juniors League
Seit der Saison 2016/17 eine länderübergreifende Liga: Die Alps Hockey League (kurz: AHL)

### 2005 bis 2020 – EBEL
Das Namenssponsoring mit der Ersten Bank – und damit auch der Liganame 'Erste Bank Eishockey Liga' (EBEL) wurden beibehalten. Allerdings verloren einige Mannschaften schon in der ersten Saison 2005/06 immer mehr den Anschluss und so stand der erneute Ausstiege dieser Mannschaften im Raum. Die EBEL trat die Flucht nach vorne an und nahm in der Saison 2006/07 mit dem HK Jesenice den ersten ausländischen Verein ins Teilnehmerfeld auf. Die Mannschaft trug ihr erstes Ligaspiel am 22. September 2006 vor eigenem Publikum gegen den HC Innsbruck aus und unterlag dabei nur knapp mit 4:5. Obwohl die Teilnahme von Jesenice in sportlicher Hinsicht einen Erfolg darstellte und die Mannschaft schnell sehr beliebt unter österreichischen Eishockey-Fans wurde, zeichneten sich erneut Probleme ab.

#### Die Legionärsproblematik und das Punktesystem
Vor allem der EC Red Bull Salzburg hatte nach einer erfolglosen Premierensaison viel Geld in den Spielbetrieb investiert und mit hohen Gehältern die besseren österreichischen Spieler an sich binden können, was vielen anderen Vereinen, vor allem jenen ohne ausreichende eigene Nachwuchsarbeit, Schwierigkeiten bereitete. Da nur fünf Transferkartenspieler erlaubt waren, konnten einige Teams ihre Linien nicht mehr mit konkurrenzfähigen einheimischen Spielern füllen. Ein Vorstoß der Vienna Capitals brachte schließlich unter dem Gesichtspunkt der Bosman-Entscheidung, die auch bei vielen anderen europäischen Sportligen einschneidende Veränderungen gebracht hatte, eine völlige Neuregelung.
Da viele Clubs die völlige Öffnung der Liga für Transferkartenspieler ablehnten, wurde eine Sonderlösung entwickelt, die seither in immer wieder abgewandelter Form in Kraft ist. Seit der Saison 2007/08 gibt es keine zahlenmäßige Höchstgrenze für Legionäre mehr, stattdessen wurde ein Punktesystem eingeführt, in dessen Rahmen Spieler mit Punkten bewertet wurden; dabei steht jeder Mannschaft dieselbe Maximalzahl an Punkten zu.

#### Ausweitung auf zehn Vereine
Ebenso im Jahr 2007 wurde beschlossen, die Liga von acht auf zehn Mannschaften zu erweitern. Das slowenische Team HDD Olimpija Ljubljana und Alba Volán Székesfehérvár aus Ungarn wurden aufgenommen. Ein neuer Modus mit einem verkürzten Grunddurchgang und einer anschließenden Platzierungs- bzw. Zwischenrunde vor den Playoffs wurde entwickelt, stieß aber bei den Fans auf wenig Gegenliebe.
Dafür wurde die Legionärsregelung mit unterschiedlichsten Argumenten kritisiert, sodass sich die Liga gezwungen sah, diese erneut zu ändern: In der Saison 2008/09 wurde das Punktekontingent auf 60 reduziert. Gleichzeitig wurde beschlossen, dass ausländische Spieler unter 22 Jahren nicht mehr die vollen vier Punkte zählen durften.
Trotz aller Maßnahmen stiegen die Budgets bei den Vereinen jedoch weiter an, sodass einige Teams erneut in Schwierigkeiten gerieten. Dies gipfelte im freiwilligen Abstieg des HC Innsbruck im Frühjahr 2009, da sich die Verantwortlichen nicht mehr in der Lage sahen, mit den vorhandenen Mitteln ein konkurrenzfähiges Team zusammenzustellen. Um jedoch weiterhin eine gerade Anzahl an Vereinen in der Liga zu haben, gab die EBEL wenig später dem bereits 2007 erstmals gestellten Aufnahmeantrag von KHL Medveščak Zagreb aus Kroatien statt, sodass die Mannschaft ab der Saison 2009/10 als zehnte Mannschaft an der Liga teilnahm.

### 2010 bis 2020 – Konsolidierung
Mit der Saison 2009/10 hatte die Liga in Bezug auf die Zuschauerzahlen erstmals den Sprung unter die Top sieben Europas geschafft und dabei die slowakische Slovnaft Extraliga hinter sich gelassen. Ein weiterer wichtiger Schritt in der Entwicklung der Liga erfolgte schließlich im Mai 2010, als die EBEL als siebtes Vollmitglied in die internationale Ligen-Vereinigung Hockey Europe aufgenommen wurde. Zur Saison 2011/12 wurde Orli Znojmo als erstes Team aus Tschechien aufgenommen, womit nunmehr Mannschaften aus fünf Nationen am Spielbetrieb teilnahmen.
Zur Spielzeit 2012/13 entschloss sich der Dornbirner EC zu einem Aufstieg in die höchste Spielklasse. Der HC Innsbruck folgte diesem Weg und kehrte damit nach drei Jahren der Zweitklassigkeit zurück.
Im Gegenzug schied der slowenische Club HK Jesenice aus dem Teilnehmerfeld aus und zollte damit massiven finanziellen Problemen Tribut. Die Saison 2011/12 geriet zum Desaster für den Verein und blieb schließlich auch die letzte. Da im folgenden Jahr auch die kroatische Mannschaft KHL Medveščak Zagreb in die Kontinentale Hockey-Liga aufgenommen wurde und aus dem EBEL-Spielbetrieb ausschied, wurde im Gegenzug der italienische Rekordmeister HC Bozen in die Liga aufgenommen, was am 8. Juli 2013 offiziell bekannt gegeben wurde.
Von 2013 bis 2017 blieb das Teilnehmerfeld unverändert, wenngleich sich zwischenzeitlich auch finanzielle Probleme beim zweiten slowenischen Teilnehmer HDD Olimpija Ljubljana abzeichneten und die Mannschaft regelmäßig den abgeschlagenen letzten Platz belegt. Im Jänner 2017 kündigte Zagreb den Rückzug aus der KHL an und bewarb sich erneut für die EBEL. Im März 2017 wurde die Teilnahme des Clubs für die Saison 2017/18 bestätigt. Erneut durch finanzielle Probleme musste sich Zagreb während der Saison aus dem Ligabetrieb zurückziehen, während seit Dezember 2018 nur mehr Amateure für den Club spielten.
Für die Saison 2019/20 bewarb sich die VEU Feldkirch für eine Rückkehr, zog die Bewerbung später aber wieder zurück. Somit nahmen nur elf Teams an dieser Saison teil. Die Saison musste wegen der COVID-19-Pandemie nach den ersten drei Play-off-Spieltagen abgebrochen werden.

### Seit 2020 – ICE: Neuer Name, neue Sponsoren
Im Oktober 2019 kündigte die Erste Bank an, den zum Ende der Saison 2019/20 auslaufenden Sponsorenvertrag mit der Liga nach 17 Jahren nicht weiter zu verlängern. Gleichzeitig verkündete auch der bisherige Free-TV-Partner Servus TV nach zehn Jahren seinen Ausstieg. Im April 2020 schloss die Liga mit bet-at-home.com einen Dreijahresvertrag als neuem Titelsponsor ab. Neuer Free-TV-Partner wurde Puls 24, der Vertrag mit Pay-TV-Partner Sky Austria läuft weiter.
Am 4. Juli 2020 wurde der Name sowie das neue Logo der Liga veröffentlicht. Anschließend hieß Österreichs höchste Spielklasse Bet-at-home ICE Hockey League.
Hierbei steht ICE nicht nur für die Spielgrundlage (Eis), sondern auch für die international teilnehmenden Vereine. ICE bedeutet dabei International Central European.
Im Vorfeld der Saison 2020/21 bewarb sich der 2015 gegründete slowakische Club Bratislava Capitals um eine Teilnahme an der Liga. Die Mannschaft gehörte zuletzt der zweithöchsten slowakischen Spielklasse an und gewann 2020 die Hauptrunde dieser Liga. Ende April 2020 stimmten die elf bisherigen Clubs der Teilnahme Bratislavas zu. Dagegen zog sich der einzige tschechische Club HC Orli Znojmo im Mai aus wirtschaftlichen Gründen infolge der Coronavirus-Pandemie „für eine Saison“ aus der Liga zurück.
Am 3. März 2021 beschloss die Generalversammlung der ICE HL, zur Saison 2021/22 Orli Znojmo wieder in die Liga aufzunehmen. Gleichzeitig wurde die Liga auf 14 Mannschaften erweitert, so viele wie nie zuvor. Mit dem HK SŽ Olimpija Ljubljana war wieder ein slowenischer Verein, mit dem HC Pustertal ein zweiter Verein aus Südtirol in der Liga vertreten. Die Bewerbung der VEU Feldkirch wurde dagegen nicht angenommen.
Ab März 2022 war win2day neuer Titelsponsor und offizieller Wettpartner der ICE Hockey League. Die Vereinbarung mit der Spieleseite der Österreichischen Lotterien ist für drei Spielzeiten gültig.

## Übersicht über alle Spielzeiten seit 1965/66
Im Folgenden sind die Spielzeiten der Österreichischen Eishockey-Liga seit der Saison 1965/66 zusammengefasst. Die Tabelle enthält auch Angaben zu den teilnehmenden Ländern, dem Playoff-Modus, sowie zu den Zuschauerzahlen.
| Saison    | Teams | Nation(en)                                              | Spiele | Playoff-Modus                                    | Zuschauer | Schnitt | Liga-Champion                                               | Österreichischer Meister                                    |
| --------- | ----- | ------------------------------------------------------- | ------ | ------------------------------------------------ | --------- | ------- | ----------------------------------------------------------- | ----------------------------------------------------------- |
| 1965/66   | 4     | Osterreich                                              | 24     | −                                                | 60.000    | 2.500   | EC KAC                                                      | EC KAC                                                      |
| 1966/67   | 5     | Osterreich                                              | 40     | −                                                | 64.450    | 1.611   | EC KAC                                                      | EC KAC                                                      |
| 1967/68   | 6     | Osterreich                                              | 30     | −                                                | 70.100    | 2.337   | EC KAC                                                      | EC KAC                                                      |
| 1968/69   | 7     | Osterreich                                              | 100    | Meisterrunde                                     | 130.000   | 1.300   | EC KAC                                                      | EC KAC                                                      |
| 1969/70   | 8     | Osterreich                                              | 136    | Meisterrunde                                     | 160.550   | 1.181   | EC KAC                                                      | EC KAC                                                      |
| 1970/71   | 8     | Osterreich                                              | 112    | −                                                | 186.200   | 1.663   | EC KAC                                                      | EC KAC                                                      |
| 1971/72   | 8     | Osterreich                                              | 112    | −                                                | 215.750   | 1.926   | EC KAC                                                      | EC KAC                                                      |
| 1972/73   | 8     | Osterreich                                              | 112    | −                                                | 237.650   | 2.122   | EC KAC                                                      | EC KAC                                                      |
| 1973/74   | 8     | Osterreich                                              | 136    | Halbfinale, Finale                               | 328.400   | 2.415   | EC KAC                                                      | EC KAC                                                      |
| 1974/75   | 8     | Osterreich                                              | 112    | −                                                | 210.600   | 1.880   | ATSE Graz                                                   | ATSE Graz                                                   |
| 1975/76   | 8     | Osterreich                                              | 112    | −                                                | 199.150   | 1.778   | EC KAC                                                      | EC KAC                                                      |
| 1976/77   | 7     | Osterreich                                              | 95     | Halbfinale, Finale                               | 206.900   | 2.178   | EC KAC                                                      | EC KAC                                                      |
| 1977/78   | 8     | Osterreich                                              | 124    | Halbfinale, Finale                               | 250.900   | 2.023   | ATSE Graz                                                   | ATSE Graz                                                   |
| 1978/79   | 8     | Osterreich                                              | 136    | Meisterrunde                                     | 314.050   | 2.309   | EC KAC                                                      | EC KAC                                                      |
| 1979/80   | 8     | Osterreich                                              | 148    | Meisterrunde                                     | 352.600   | 2.382   | EC KAC                                                      | EC KAC                                                      |
| 1980/81   | 8     | Osterreich                                              | 136    | Meisterrunde                                     | 346.750   | 2.550   | EC VSV                                                      | EC VSV                                                      |
| 1981/82   | 8     | Osterreich                                              | 145    | Meisterrunde                                     | 387.350   | 2.671   | VEU Feldkirch                                               | VEU Feldkirch                                               |
| 1982/83   | 8     | Osterreich                                              | 145    | Meisterrunde                                     | 386.700   | 2.667   | VEU Feldkirch                                               | VEU Feldkirch                                               |
| 1983/84   | 8     | Osterreich                                              | 145    | Meisterrunde                                     | 335.500   | 2.314   | VEU Feldkirch                                               | VEU Feldkirch                                               |
| 1984/85   | 7     | Osterreich                                              | 122    | Finalrunde, Halbfinale, Finale                   | 373.600   | 3.062   | EC KAC                                                      | EC KAC                                                      |
| 1985/86   | 6     | Osterreich                                              | 126    | Finalrunde, Halbfinale, Finale                   | 373.800   | 2.967   | EC KAC                                                      | EC KAC                                                      |
| 1986/87   | 7     | Osterreich                                              | 126    | Finalrunde, Halbfinale, Finale                   |           |         | EC KAC                                                      | EC KAC                                                      |
| 1987/88   | 7     | Osterreich                                              | 114    | Meisterrunde                                     |           |         | EC KAC                                                      | EC KAC                                                      |
| 1988/89   | 6     | Osterreich                                              | 134    | Meisterrunde                                     |           |         | GEV Innsbruck                                               | GEV Innsbruck                                               |
| 1989/90   | 8     | Osterreich                                              | 146    | Viertelfinale, Halbfinale, Finale                |           |         | VEU Feldkirch                                               | VEU Feldkirch                                               |
| 1990/91   | 6     | Osterreich                                              | 125    | Viertelfinale, Halbfinale, Finale                |           |         | EC KAC                                                      | EC KAC                                                      |
| 1991/92   | 7     | Osterreich                                              | 90     | Halbfinale, Finale                               |           |         | EC VSV                                                      | EC VSV                                                      |
| 1992/93   | 6     | Osterreich                                              | 69     | Halbfinale, Finale                               |           |         | EC VSV                                                      | EC VSV                                                      |
| 1993/94   | 4     | Osterreich                                              | 50     | Halbfinale, Finale                               |           |         | VEU Feldkirch                                               | VEU Feldkirch                                               |
| 1994/95   | 10    | Osterreich                                              | 174    | PO-Runde, Viertelfinale, Halbfinale, Finale      |           |         | VEU Feldkirch                                               | VEU Feldkirch                                               |
| 1995/96   | 8     | Osterreich                                              | 131    | Viertelfinale, Halbfinale, Finale                |           |         | VEU Feldkirch                                               | VEU Feldkirch                                               |
| 1996/97   | 7     | Osterreich                                              | 23     | Halbfinale, Finale                               |           |         | VEU Feldkirch                                               | VEU Feldkirch                                               |
| 1997/98   | 6     | Osterreich                                              | 60     | Halbfinale, Finale                               |           |         | VEU Feldkirch                                               | VEU Feldkirch                                               |
| 1998/99   | 4     | Osterreich                                              | 39     | Halbfinale, Finale                               |           |         | EC VSV                                                      | EC VSV                                                      |
| 1999/2000 | 4     | Osterreich                                              | 26     | Halbfinale, Finale                               |           |         | EC KAC                                                      | EC KAC                                                      |
| 2000/01   | 10    | Osterreich                                              | 211    | Viertelfinale, Halbfinale, Finale                | 302.830   | 1.435   | EC KAC                                                      | EC KAC                                                      |
| 2001/02   | 9     | Osterreich                                              | 147    | Viertelfinale, Halbfinale, Finale                | 351.850   | 1.988   | EC VSV                                                      | EC VSV                                                      |
| 2002/03   | 8     | Osterreich                                              | 193    | Viertelfinale, Halbfinale, Finale                | 497.111   | 2.576   | EHC Linz                                                    | EHC Linz                                                    |
| 2003/04   | 7     | Osterreich                                              | 179    | Halbfinale, Finale                               | 514.302   | 2.873   | EC KAC                                                      | EC KAC                                                      |
| 2004/05   | 7     | Osterreich                                              | 183    | Halbfinale, Finale                               | 567.455   | 3.101   | Vienna Capitals                                             | Vienna Capitals                                             |
| 2005/06   | 7     | Osterreich                                              | 186    | Halbfinale, Finale                               | 605.890   | 3.275   | EC VSV                                                      | EC VSV                                                      |
| 2006/07   | 8     | Osterreich Slowenien                                    | 235    | Halbfinale, Finale                               | 712.327   | 3.031   | EC Red Bull Salzburg                                        | EC Red Bull Salzburg                                        |
| 2007/08   | 10    | Osterreich Slowenien Ungarn                             | 254    | Zwischenrunde, Viertelfinale, Halbfinale, Finale | 782.761   | 3.081   | EC Red Bull Salzburg                                        | EC Red Bull Salzburg                                        |
| 2008/09   | 10    | Osterreich Slowenien Ungarn                             | 303    | Viertelfinale, Halbfinale, Finale                | 907.740   | 2.928   | EC KAC                                                      | EC KAC                                                      |
| 2009/10   | 10    | Osterreich Slowenien Ungarn Kroatien                    | 311    | Viertelfinale, Halbfinale, Finale                | 1.052.909 | 3.386   | EC Red Bull Salzburg                                        | EC Red Bull Salzburg                                        |
| 2010/11   | 10    | Osterreich Slowenien Ungarn Kroatien                    | 308    | Viertelfinale, Halbfinale, Finale                | 1.098.846 | 3.568   | EC Red Bull Salzburg                                        | EC Red Bull Salzburg                                        |
| 2011/12   | 11    | Osterreich Slowenien Ungarn Kroatien Tschechien         | 308    | Zwischenrunde, Viertelfinale, Halbfinale, Finale | 1.148.595 | 3.729   | EHC Linz                                                    | EHC Linz                                                    |
| 2012/13   | 12    | Osterreich Slowenien Ungarn Kroatien Tschechien         | 362    | Zwischenrunde, Viertelfinale, Halbfinale, Finale | 1.323.939 | 3.657   | EC KAC                                                      | EC KAC                                                      |
| 2013/14   | 12    | Osterreich Slowenien Ungarn Tschechien Italien          | 356    | Zwischenrunde, Viertelfinale, Halbfinale, Finale | 1.077.388 | 3.026   | HC Bozen                                                    | EC Red Bull Salzburg                                        |
| 2014/15   | 12    | Osterreich Slowenien Ungarn Tschechien Italien          | 360    | Zwischenrunde, Viertelfinale, Halbfinale, Finale | 1.115.702 | 3.099   | EC Red Bull Salzburg                                        | EC Red Bull Salzburg                                        |
| 2015/16   | 12    | Osterreich Slowenien Ungarn Tschechien Italien          | 366    | Zwischenrunde, Viertelfinale, Halbfinale, Finale | 1.111.466 | 3.037   | EC Red Bull Salzburg                                        | EC Red Bull Salzburg                                        |
| 2016/17   | 12    | Osterreich Slowenien Ungarn Tschechien Italien          | 356    | Zwischenrunde, Viertelfinale, Halbfinale, Finale | 1.048.102 | 2.944   | Vienna Capitals                                             | Vienna Capitals                                             |
| 2017/18   | 12    | Osterreich Kroatien Ungarn Tschechien Italien           | 366    | Zwischenrunde, Viertelfinale, Halbfinale, Finale | 1.228.596 | 3.357   | HC Bozen                                                    | EC Red Bull Salzburg                                        |
| 2018/19   | 12    | Osterreich Kroatien Ungarn Tschechien Italien           | 353    | Zwischenrunde, Viertelfinale, Halbfinale, Finale | 1.103.085 | 3.038   | EC KAC                                                      | EC KAC                                                      |
| 2019/20   | 11    | Osterreich Ungarn Tschechien Italien                    | 282    | Zwischenrunde, Viertelfinale, Halbfinale, Finale | 895.027   | 3.174   | Meisterschaft aufgrund der Coronavirus-Pandemie abgebrochen | Meisterschaft aufgrund der Coronavirus-Pandemie abgebrochen |
| 2020/21   | 11    | Osterreich Ungarn Italien Slowakei                      | 306    | Zwischenrunde, Viertelfinale, Halbfinale, Finale | 38.490    | 126     | EC KAC                                                      | EC KAC                                                      |
| 2021/22   | 14    | Osterreich Ungarn Tschechien Italien Slowenien Slowakei | 308    | Zwischenrunde, Viertelfinale, Halbfinale, Finale | n. b.     | n. b.   | EC Red Bull Salzburg                                        | EC Red Bull Salzburg                                        |
| 2022/23   | 13    | Osterreich Ungarn Italien Slowenien                     | 356    | Zwischenrunde, Viertelfinale, Halbfinale, Finale |           |         | EC Red Bull Salzburg                                        | EC Red Bull Salzburg                                        |
| 2023/24   | 13    | Osterreich Ungarn Italien Slowenien                     |        | Zwischenrunde, Viertelfinale, Halbfinale, Finale |           |         |                                                             |                                                             |

## Teilnehmer der Saison 2022/23
| Team                 | Nation     | Stadt                 | Gegründet |
| -------------------- | ---------- | --------------------- | --------- |
| Pioneers Vorarlberg  | Osterreich | Feldkirch, Vorarlberg | 2022      |
| Graz 99ers           | Osterreich | Graz, Steiermark      | 1999      |
| HC Innsbruck         | Osterreich | Innsbruck, Tirol      | 1994      |
| EC KAC               | Osterreich | Klagenfurt, Kärnten   | 1909      |
| Black Wings Linz     | Osterreich | Linz, Oberösterreich  | 1992      |
| EC Red Bull Salzburg | Osterreich | Salzburg, Salzburg    | 1995      |
| EC VSV               | Osterreich | Villach, Kärnten      | 1923      |
| Vienna Capitals      | Osterreich | Wien                  | 2000      |
| Asiago Hockey        | Italien    | Asiago, Venetien      | 1935      |
| HC Bozen             | Italien    | Bozen, Südtirol       | 1933      |
| HC Pustertal         | Italien    | Bruneck, Südtirol     | 1954      |
| HK Olimpija          | Slowenien  | Ljubljana             | 2004      |
| Fehérvár AV19        | Ungarn     | Székesfehérvár        | 1960      |

## Übersicht ausländischer Vereine in der ICE
| Slowenien  | HK Jesenice               | 2006–2012            |
| Slowenien  | HDD Olimpija Ljubljana    | 2007–2017            |
| Slowenien  | HK Olimpija Ljubljana     | seit 2021            |
| Ungarn     | Alba Volán Székesfehérvár | seit 2007            |
| Ungarn     | Ferencvárosi TC           | seit 2025            |
| Kroatien   | KHL Medveščak Zagreb      | 2009–2013, 2017–2018 |
| Tschechien | Orli Znojmo               | 2011–2020, 2021–2022 |
| Italien    | Asiago Hockey             | 2022–2025            |
| Italien    | HC Bozen                  | seit 2013            |
| Italien    | HC Pustertal              | seit 2021            |
| Slowakei   | Bratislava Capitals       | 2020–2022            |

## Modus
Der Modus der Austragung wechselt nahezu jede Saison, jedoch werden seit der Saison 1989/90 regelmäßig Playoffs unterschiedlicher Art ausgespielt, um den Meister zu ermitteln. Davor wurde des Öfteren eine Meisterrunde veranstaltet, in der die bestplatzierten Teams noch einmal alle gegeneinander antraten.
In den letzten Spielzeiten etablierte sich ein Modus mit einer zweigeteilten Zwischenrunde nach dem Grunddurchgang, in welcher die sechs besser platzierten Teams um das Wahlrecht des Gegners für das Viertelfinale spielen, die sechs schlechter platzierten Teams um die beiden verbliebenen Playoff-Plätze. Die Wahl wird eigens vom TV-Partner Servus-TV nach Abschluss der Zwischenrunde übertragen.

## Angegliederte Ligen
In der Saison 2012/13 wurde für die Altersklasse der U20-Spieler die Erste Bank Young Stars League und ein Jahr später die Erste Bank Juniors League (U18) etabliert, um das Ausbildungsniveau für Nachwuchsspieler zu verbessern. Wie die Seniorenliga werden beide Jugendligen multinational betrieben, wobei die Verwaltung beider Ligen von der EBEL durchgeführt wird.
Die im Jahr 2016 gegründete Alps Hockey League, die als Nachfolger der Inter-National-League Vereine aus Österreich, Slowenien und Italien vereint, wird ebenso von der EBEL betrieben und stellt die nächsttiefere Spielklasse dar.

## Punkteregel
Eine Besonderheit der EBEL stellt die sogenannte Punkteregel dar. Das in der Saison 2007/08 eingeführte System sollte als Variante eines Salary Caps oder ähnlicher Regelungen die Nachfolge der Legionärsbeschränkung antreten und für mehr Ausgeglichenheit in der Liga und eine Förderung junger Spieler sorgen. Vor dem Hintergrund der Bosman-Entscheidung und der stark unterschiedlichen Spielstärken der an der Liga beteiligten Nationen wurde ein System entwickelt, in dessen Rahmen die Spieler der Clubs nach Punkten bewertet werden, wobei jedem Club eine gewisse Maximalzahl an Punkten zur Verfügung steht.
In der Saison 2007/08 hatte jede Mannschaft ein Gesamtkontingent von 65 Punkten zur Verfügung. Transferkartenspieler zählten vier Punkte, die einheimischen Spieler (bezogen auf das jeweilige Heimatland des Teilnehmers) wurden von den jeweils gegnerischen Mannschaften mit Punktwerten zwischen null und vier bewertet. Jede Mannschaft durfte von nun an die Zusammenstellung ihres Kaders für ein Spiel innerhalb der 65-Punkte-Regel frei bestimmen.
Das System wurde seither mehrmals angepasst. Seit der Folgesaison gilt die Maximalzahl von nunmehr sechzig Punkten für den gemeldeten Gesamtkader und nicht mehr für das jeweilige Spiel, da aufgrund einer erst im Nachhinein festgestellten Punkteüberschreitung durch den HDD Olimpija Ljubljana ein Spiel der Finalserie 2007/08 am grünen Tisch hatte entschieden werden müssen. Außerdem wurde beschlossen, von der rein subjektiven Bewertung abzugehen und den Punktwert der Spieler ausgehend von Kriterien wie Alter, Position und Vorjahresstatistik festzulegen, wobei Spieler bis zu einem gewissen Alter automatisch null Punkte zählen. Darüber hinaus steht den Clubs nach Erreichen des Limits eine wechselnde Anzahl an Tauschvorgängen zur Verfügung.
Dabei blieb das System an sich über die Jahre nicht ohne Kritik und hatte oftmals auch den gegenteiligen Effekt, da Mannschaften knapp vor Ende der Transferzeit einheimische Spieler abmeldeten, um Platz für zusätzliche Legionäre zu schaffen. Das führte in weiterer Folge auch zu einem Gerichtsprozess, den der Eishockeyspieler Christoph Harand gegen die Liga anstrengte, und der mehrere Instanzen durchlief, ohne jedoch zu Veränderungen zu führen.
Wenngleich über die Jahre immer wieder alternative Regelungen diskutiert wurden, bewährte sich die Punkteregel trotz aller Schwächen im Ligabetrieb und stellt auch vor dem Hintergrund verfügbarer Alternativen, die ebenso ihre Schwächen mit sich bringen würden, eine funktionierende Lösung dar. Der frühere Sportdirektor des Österreichischen Eishockey Verbandes stellte einen Zielkonflikt mit dem nationalen Eishockeyteams fest. Es wird zu egoistisch in unterschiedliche Richtung gearbeitet, im Gegensatz zu skandinavischen Ländern. Er kritisierte vor allem, dass an wichtigen Positionen wie Center und Torhüter kaum einheimische Spieler eingesetzt werden, und es eine Illusion ist darauf zu warten, dass sie besser werden ohne Spielpraxis. Auch OEHV-Präsident Mittendorfer sieht das ähnlich und favorisiert eine Regulierung über die Anzahl.

## Spielstätten
Die größten Spielstätten befinden sich in Bozen, Wien und Ljubljana mit Kapazitäten von jeweils knapp über 7.000 Zuschauern. Asiago Hockey und der HC Innsbruck verfügen über die nominal kleinsten Eishallen mit jeweils knapp 3.000 Zuschauern. Der HC Innsbruck ist jedoch in früheren Spielzeiten des Öfteren für die Playoff-Spiele in die benachbarte Olympiahalle, welche bis zu 12.000 Zuschauern Platz bietet, ausgewichen. Die neueste Spielstätte wurde 2021 in Bruneck für den HC Pustertal gebaut.
| Team                   | Arena                               | Stadt          | Eröffnung | Kapazität |
| ---------------------- | ----------------------------------- | -------------- | --------- | --------- |
| Pioneers Vorarlberg    | Vorarlberghalle                     | Feldkirch      | 1977      | 5200      |
| Graz 99ers             | Eisstadion Graz-Liebenau            | Graz           | 1963      | 4050      |
| HC Innsbruck           | Tiroler Wasserkraft Arena Innsbruck | Innsbruck      | 2005      | 3058      |
| EC KAC                 | Eissportzentrum Klagenfurt          | Klagenfurt     | 1959      | 4409      |
| EHC Linz               | Linzer Eissporthalle                | Linz           | 1986      | 4865      |
| EC Red Bull Salzburg   | Eisarena Salzburg                   | Salzburg       | 1960      | 3200      |
| EC VSV                 | Stadthalle Villach                  | Villach        | 1969      | 4500      |
| Vienna Capitals        | Steffl Arena                        | Wien           | 1995      | 7022      |
| Ferencvárosi TC        | Tüskecsarnok                        | Budapest       | 2014      | 2000      |
| HC Bozen               | Sparkasse Arena                     | Bozen          | 1994      | 7220      |
| HC Pustertal           | Intercable Arena                    | Bruneck        | 2021      | 3100      |
| HK Olimpija Ljubljana  | Hala Tivoli                         | Ljubljana      | 1962      | 7000      |
| Fehérvár Alba Volán 19 | Alba Arena                          | Székesfehérvár | 2024      | 5500      |

### Galerie

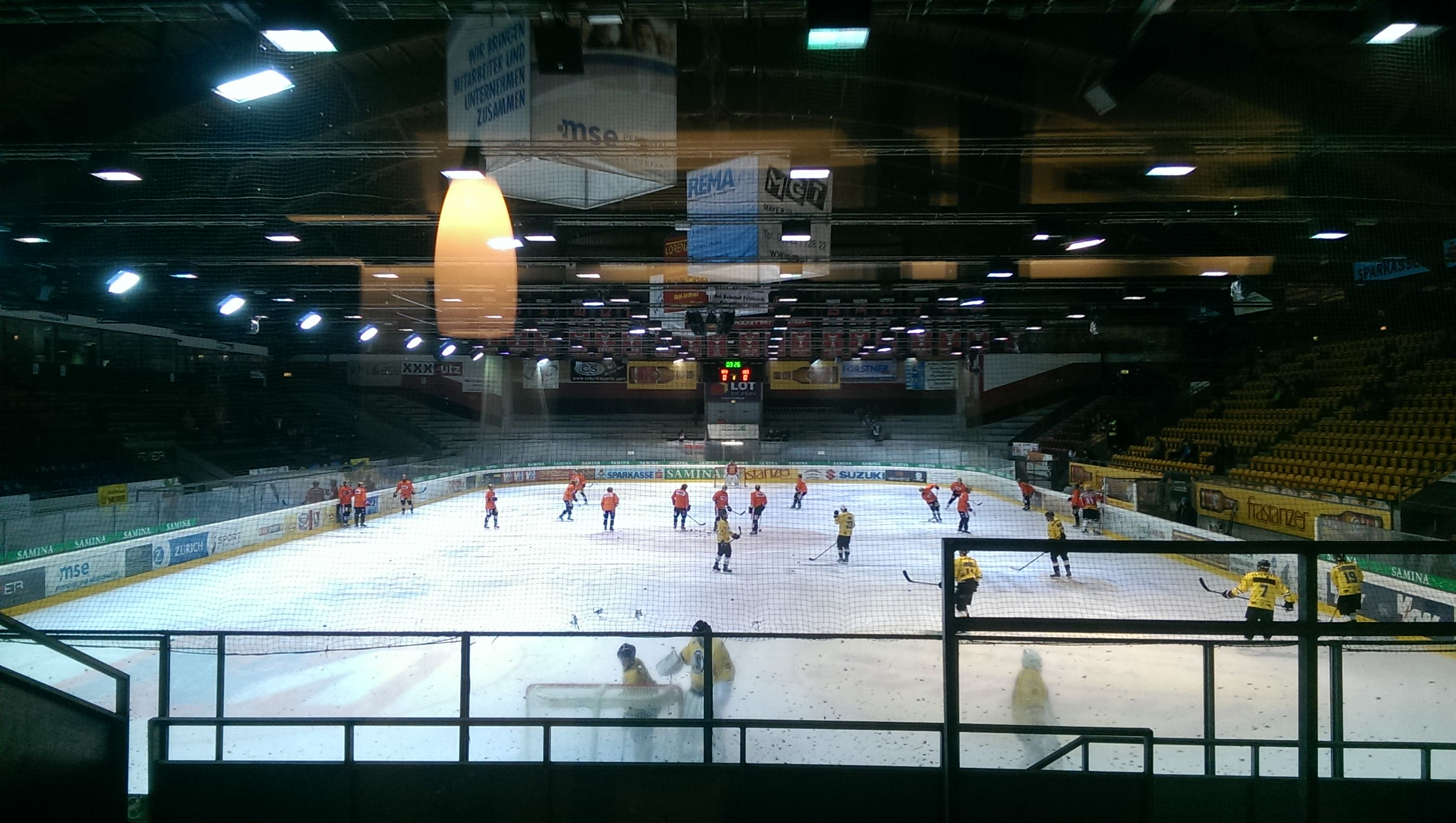
Vorarlberghalle
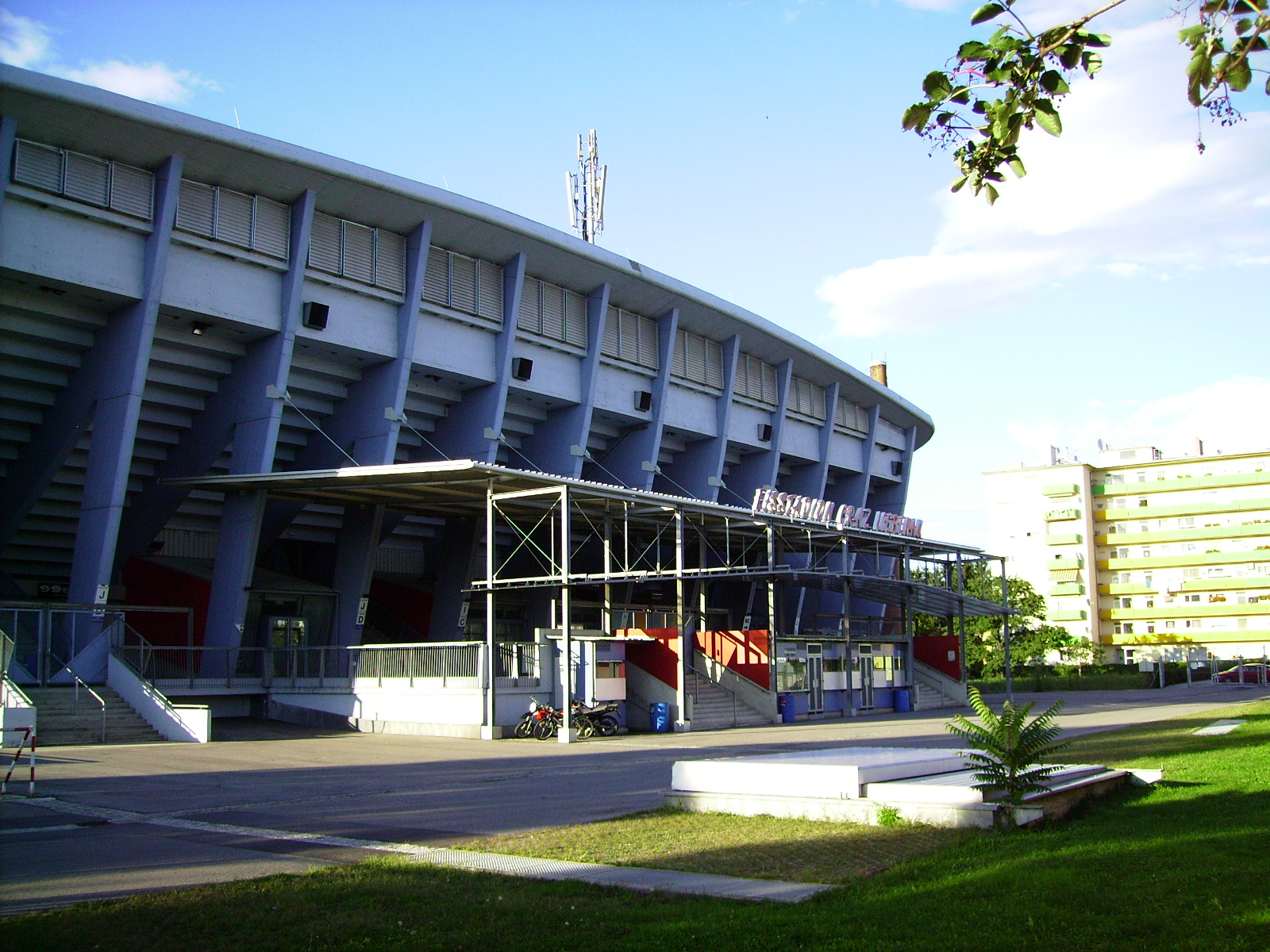
Eisstadion Graz-Liebenau
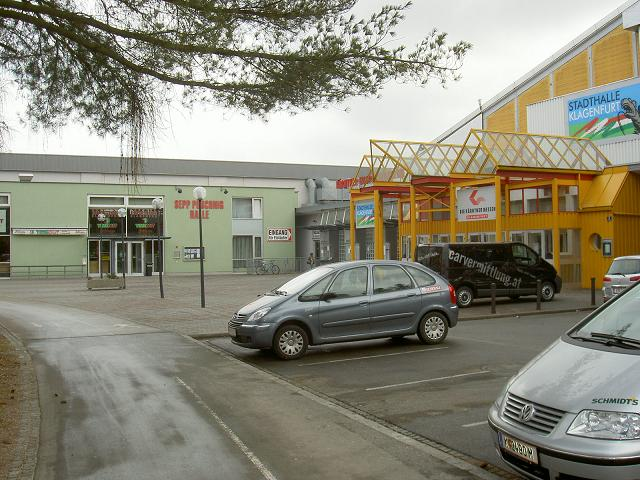
Eissportzentrum Klagenfurt
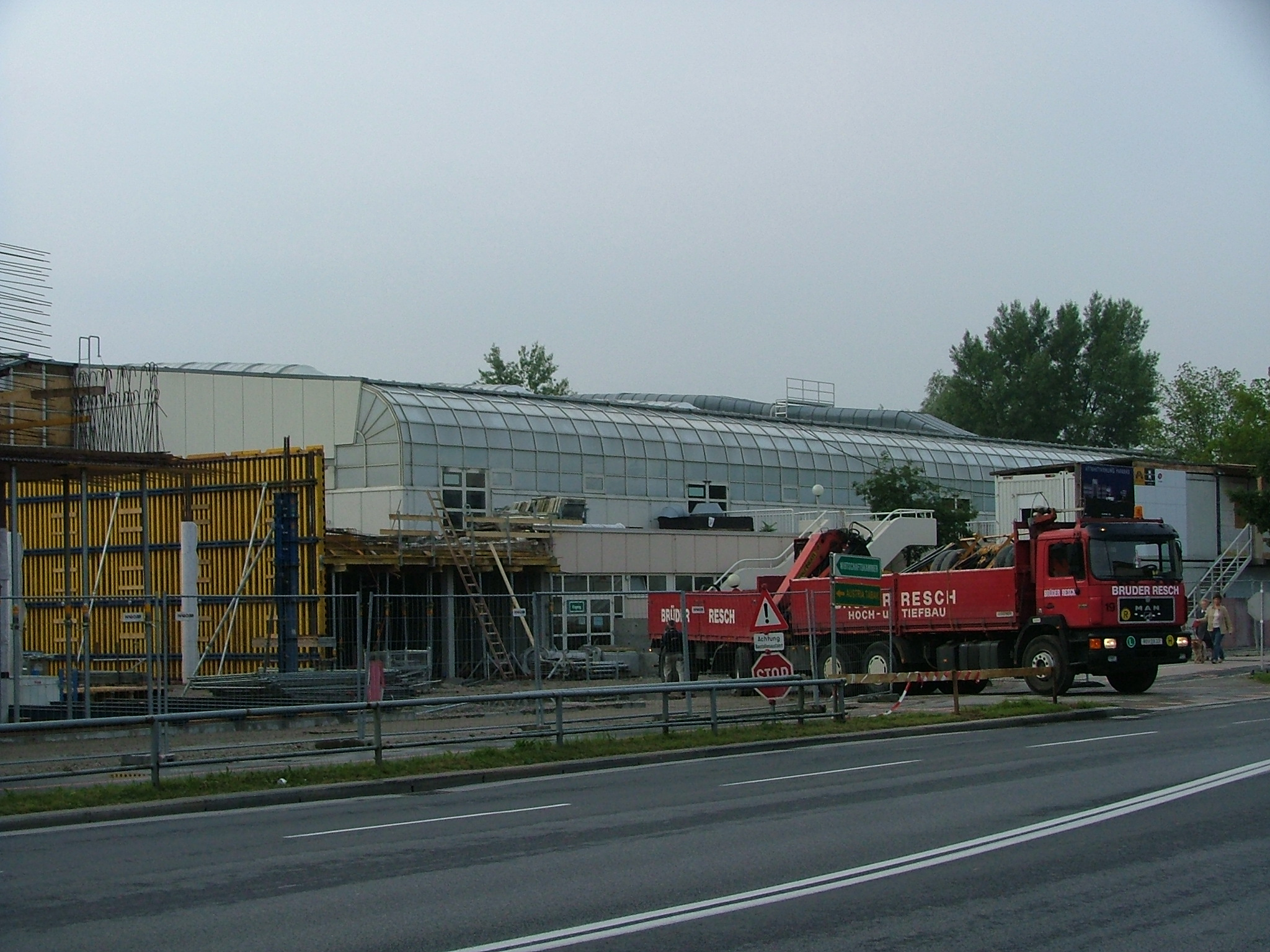
Linzer Eissporthalle
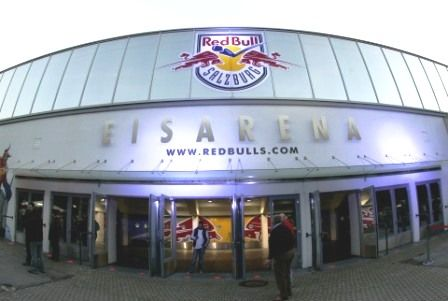
Eisarena Salzburg
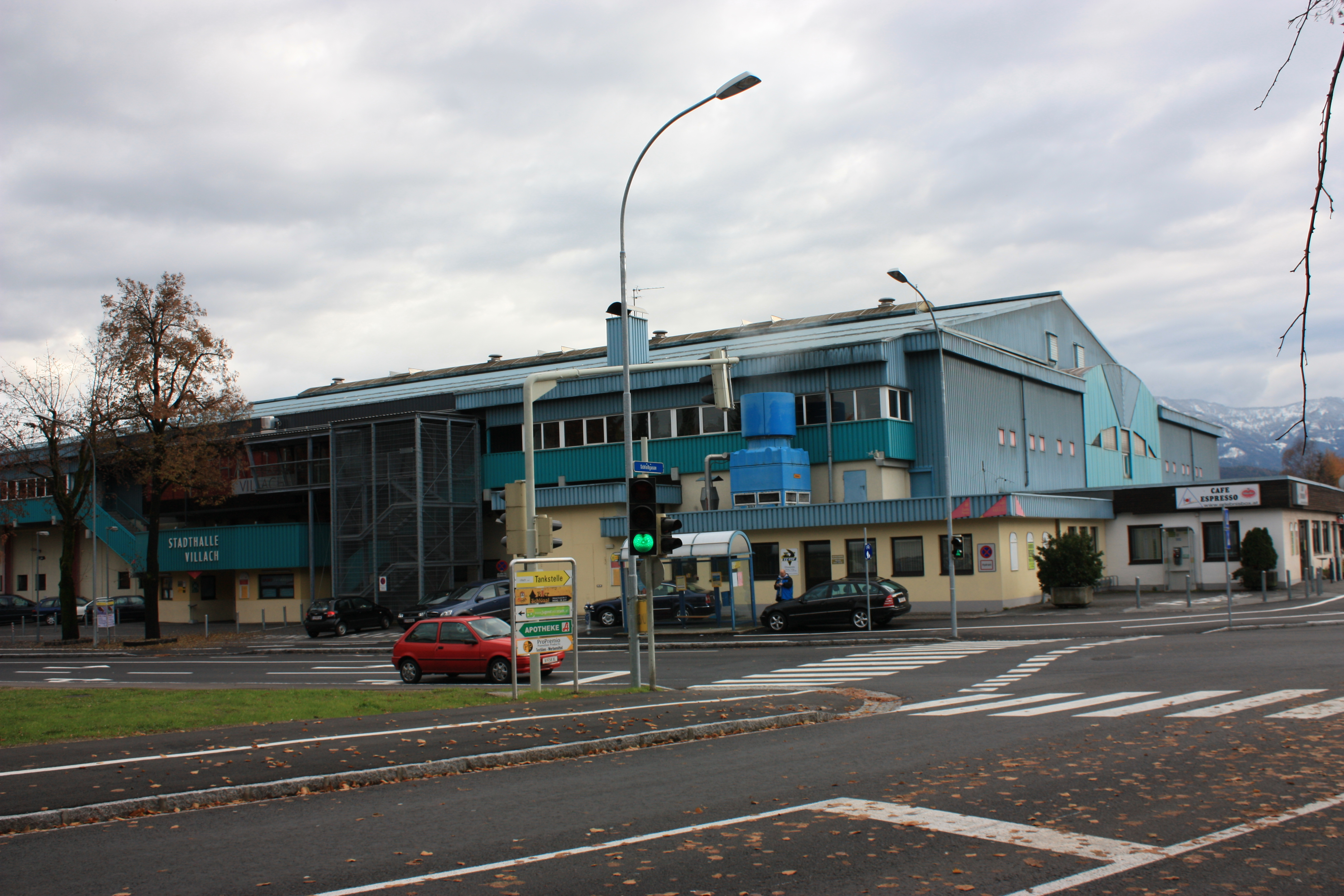
Stadthalle Villach
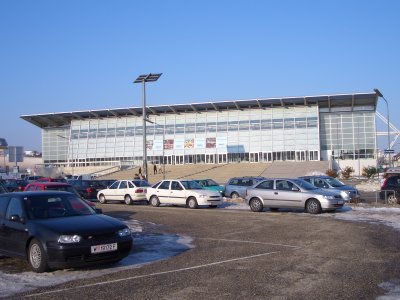
Steffl Arena
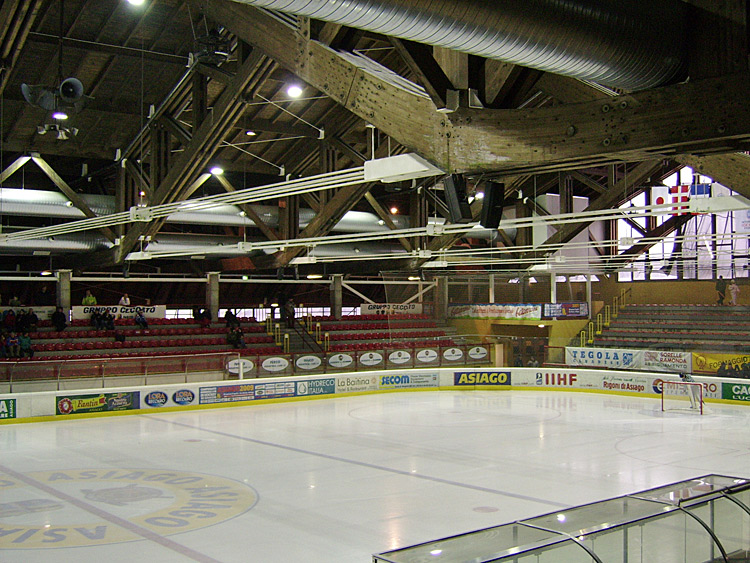
Pala Hodegart
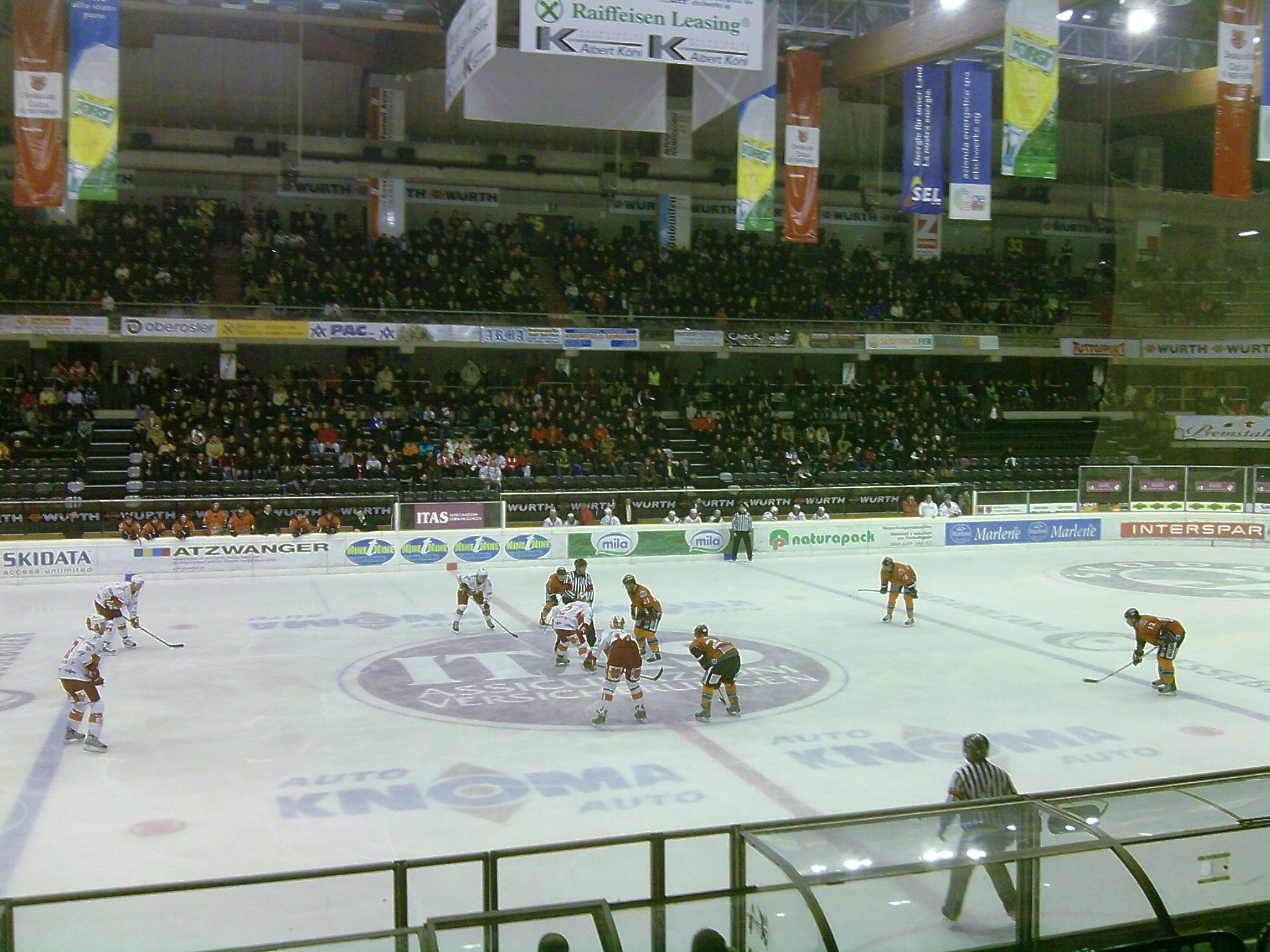
Sparkasse Arena
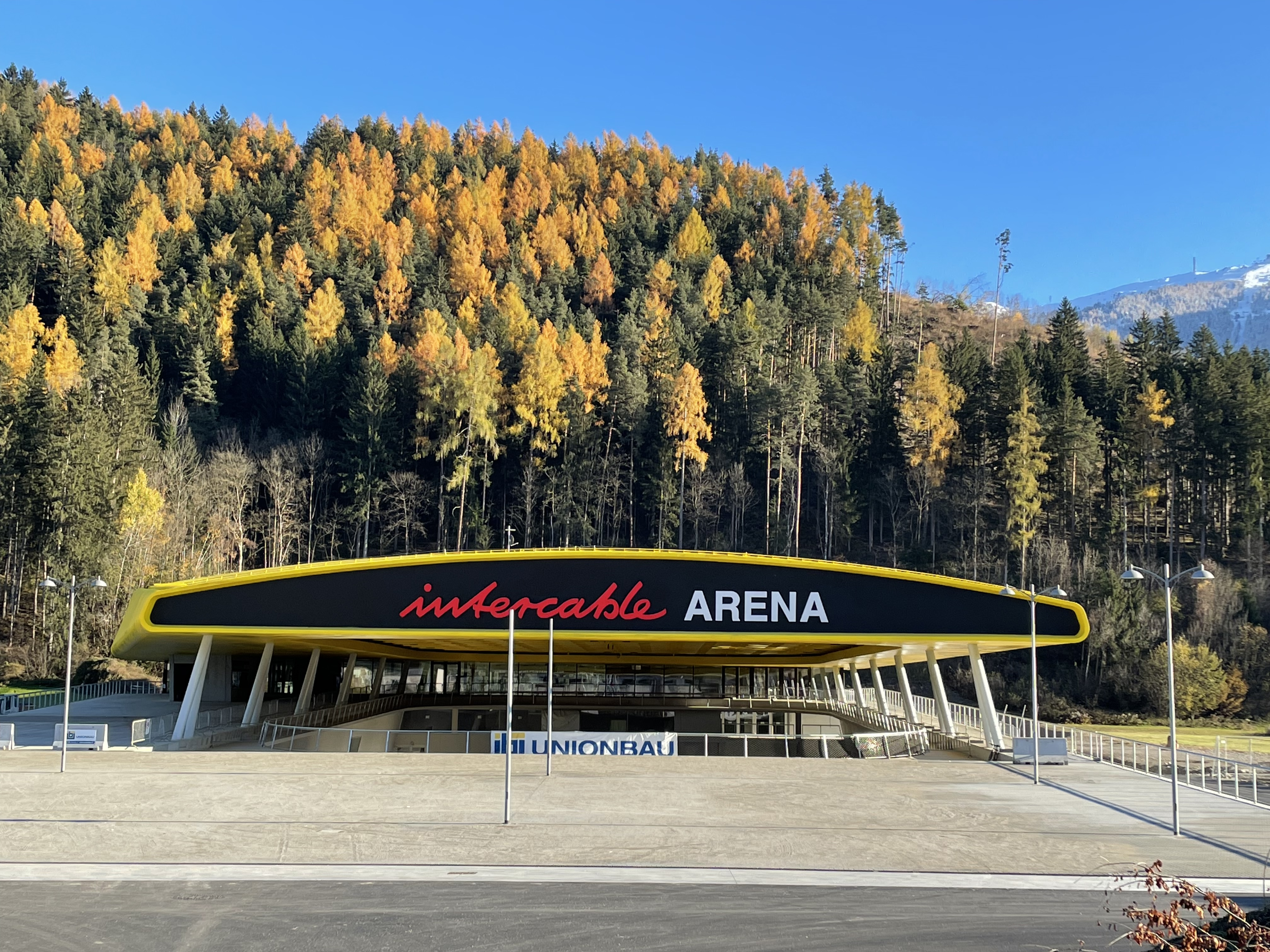
Intercable Arena
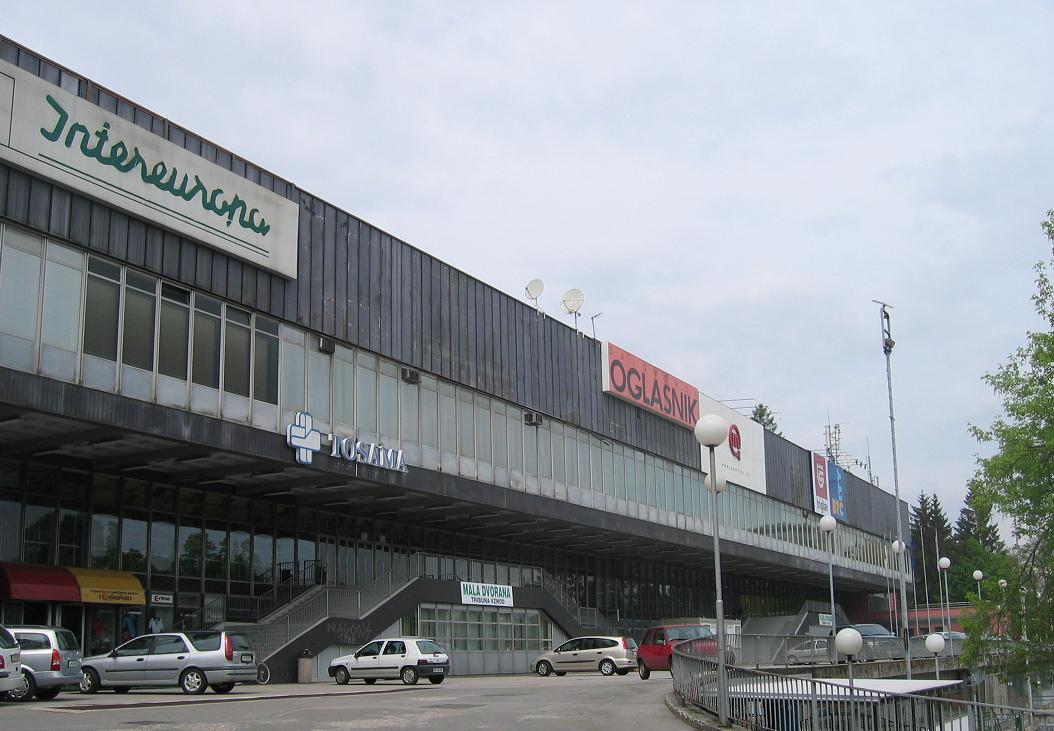
Hala Tivoli

### Winter Classics und besondere Spiele

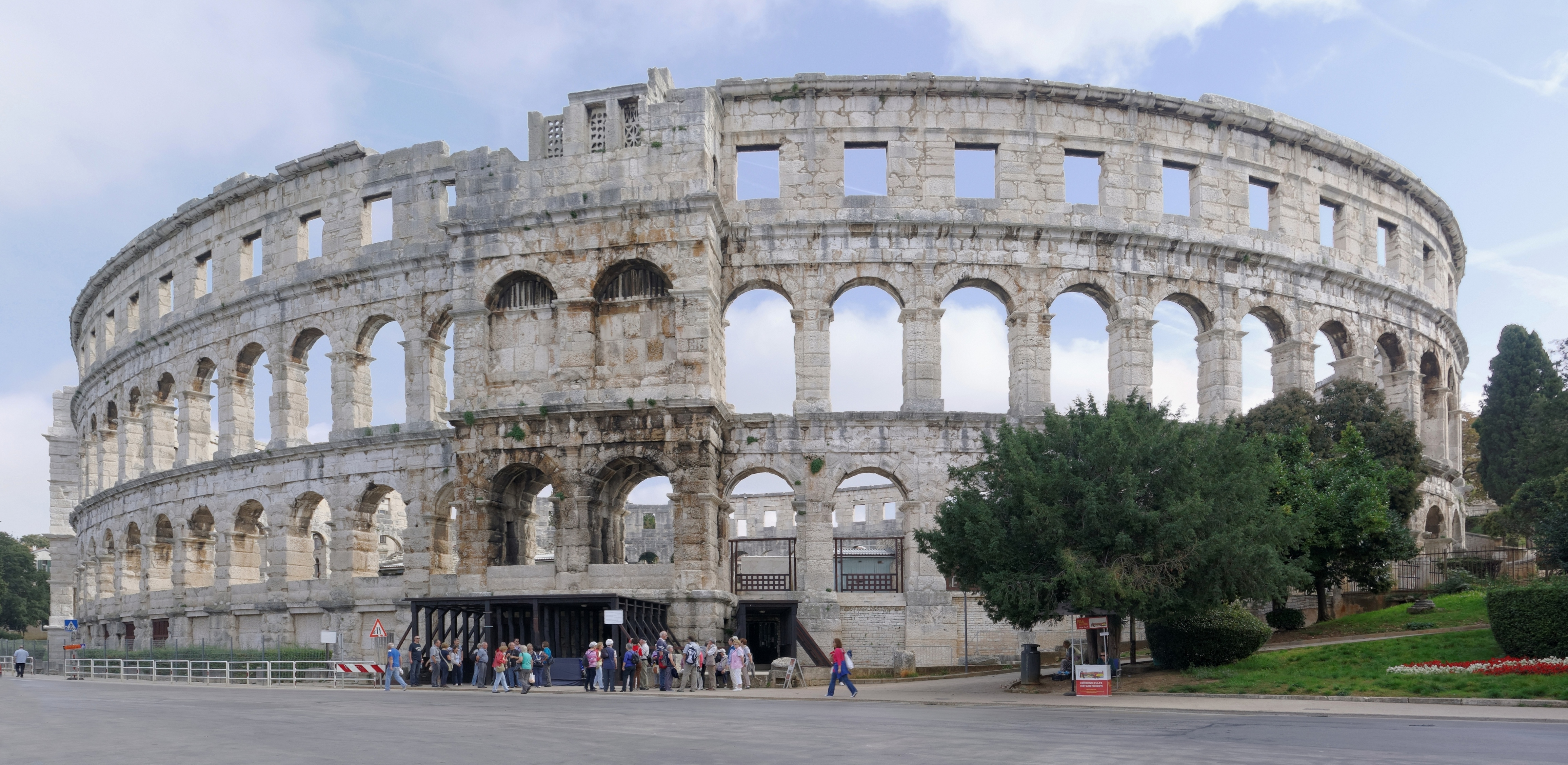
Das Amphitheater in Pula, Austragungsort von zwei Freiluftspielen

Im Lauf der Jahre wurden immer wieder einzelne Spiele für Winter Classics oder ähnliche Veranstaltungen in andere Spielstätten verlegt. Die Rekordkulisse bildete das Kärntner Eishockey-Derby vom 9. Jänner 2010 im Wörthersee Stadion vor 30.500 Zuschauern. Damit hielt dieses Spiel auch für kurze Zeit den europäischen Zuschauerrekord für ein Eishockeyspiel. Darüber hinaus bemerkenswert waren auch die Spiele des kroatischen Clubs KHL Medveščak Zagreb im Amphitheater Pula.
| Saison  | Datum              | Begegnung                                     | Ergebnis  | Spielstätte           | Stadt                  | Zuschauer |
| ------- | ------------------ | --------------------------------------------- | --------- | --------------------- | ---------------------- | --------- |
| 2009/10 | 9. Jänner 2010     | EC KAC – EC VSV                               | 1:3       | Wörthersee Stadion    | Klagenfurt, Österreich | 30.500    |
| 2009/10 | 29. Jänner 2010    | KHL Medveščak Zagreb – EC VSV                 | 2:3 n. P. | Salata-Freiluft-Arena | Zagreb, Kroatien       | 4.600     |
| 2009/10 | 31. Jänner 2010    | KHL Medveščak Zagreb – Vienna Capitals        | 4:3 n. P. | Salata-Freiluft-Arena | Zagreb, Kroatien       | 4.600     |
| 2010/11 | 21. Jänner 2011    | KHL Medveščak Zagreb – EC KAC                 | 3:4 n. P. | Arena Zagreb          | Zagreb, Kroatien       | 15.200    |
| 2010/11 | 23. Jänner 2011    | KHL Medveščak Zagreb – Vienna Capitals        | 2:6       | Arena Zagreb          | Zagreb, Kroatien       | 15.200    |
| 2010/11 | 25. Jänner 2011    | KHL Medveščak Zagreb – HDD Olimpija Ljubljana | 4:3       | Arena Zagreb          | Zagreb, Kroatien       | 15.700    |
| 2010/11 | 28. Jänner 2011    | KHL Medveščak Zagreb – EC VSV                 | 7:2       | Arena Zagreb          | Zagreb, Kroatien       | 15.200    |
| 2011/12 | 3. Februar 2012    | KHL Medveščak Zagreb – HDD Ljubljana          | 3:1       | Salata-Freiluft-Arena | Zagreb, Kroatien       | 4.500     |
| 2011/12 | 5. Februar 2012    | KHL Medveščak Zagreb – EC KAC                 | 3:0       | Salata-Freiluft-Arena | Zagreb, Kroatien       | 4.500     |
| 2012/13 | 14. September 2012 | KHL Medveščak Zagreb – HDD Olimpija Ljubljana | 2:3       | Amphitheater Pula     | Pula, Kroatien         | 7.022     |
| 2012/13 | 16. September 2012 | KHL Medveščak Zagreb – Vienna Capitals        | 4:1       | Amphitheater Pula     | Pula, Kroatien         | 7.130     |
| 2012/13 | 4. Jänner 2013     | HDD Olimpija Ljubljana – EC VSV               | 5:4 n. V. | Bežigrad Stadion      | Ljubljana, Slowenien   | 9.000     |
| 2012/13 | 6. Jänner 2013     | HDD Olimpija Ljubljana – KHL Medveščak Zagreb | 8:4       | Bežigrad Stadion      | Ljubljana, Slowenien   | 10.000    |
| 2012/13 | 8. Jänner 2013     | HDD Olimpija Ljubljana – EC KAC               | 2:4       | Bežigrad Stadion      | Ljubljana, Slowenien   | 7.800     |
| 2014/15 | 3. Jänner 2015     | EC KAC – EC VSV                               | 1:4       | Wörthersee Stadion    | Klagenfurt, Österreich | 29.700    |
| 2016/17 | 28. Dezember 2016  | SAPA Fehérvár AV19 – EC Red Bull Salzburg     | 2:8       | Stadtpark Budapest    | Budapest, Ungarn       | 4.253     |
| 2016/17 | 30. Dezember 2016  | SAPA Fehérvár AV19 – EC KAC                   | 5:2       | Stadtpark Budapest    | Budapest, Ungarn       | 4.242     |

## Trophäen und Auszeichnungen
Der bis dato namenlose Meisterpokal der Liga wurde im Dezember 2014 nach dem Tod des langjährigen Präsidenten Karl Nedwed, der maßgeblich an der Entwicklung der Liga beteiligt gewesen war, zu dessen Ehren in Karl Nedwed Trophy umbenannt.
Da ausländische Mannschaften zwar den Liga-Meistertitel, nicht aber den des österreichischen Meisters gewinnen können, gibt es außerdem einen Staatsmeisterpokal (vom ÖEHV). Bei den beiden Siegen einer ausländischen Mannschaft (HC Bozen in der Saison 2013/14 sowie Saison 2017/18) wurde der Staatsmeisterpokal an den Vizemeister (beides Mal EC Red Bull Salzburg) vergeben.

### Spieler-Auszeichnungen

#### Most valuable Player
- siehe Hauptartikel Ron Kennedy Trophy

Seit der Saison 2008/09 wird der wertvollste Spieler der EBEL-Saison von Sportjournalisten gewählt und zu Saisonende mit einer eigenen Trophäe ausgezeichnet. Seit der Saison 2009/10 trägt die Trophäe den Namen Ron Kennedy Trophy, in Erinnerung an den an Krebs verstorbenen Eishockey-Spieler und Trainer Ron Kennedy.

#### EBEL-YoungStar
- siehe Hauptartikel EBEL-YoungStar

Der beste Nachwuchsspieler der Saison wird alljährlich mit dem EBEL-YoungStar ausgezeichnet. Jeden Monat werden von den TV-Experten Gary Venner, Claus Dalpiaz und Sascha Tomanek mehrere Nachwuchsspieler nominiert, im Anschluss wählen die Fans via Online-Voting ihren YoungStar. Aus den Monatssiegern wird zum Ende der Saison in einer erneuten Wahl der Jahressieger ermittelt.

## All-Star-Game
Zwischen 2006 und 2008 gab es nach amerikanischem Vorbild das KELLY’S All-Star-Game, bei dem die besten österreichischen Spieler der Liga gegen die besten Legionäre antraten. Außerdem wurden sogenannte Skills Competitions veranstaltet. Da das Zuschauerinteresse jedoch nicht den Erwartungen entsprach, wurde das All-Star-Game jedoch bald wieder ausgesetzt, wenngleich die Wahl der All-Star-Spieler weiterhin durchgeführt wird.

## EBEL in den Medien

### Fernsehen
Nachdem der Pay-TV-Sender Sky zehn Jahre lang die Rechte für die Fernsehübertragungen der EBEL-Spiele gehalten hatte, wurden diese für die Saison 2010/11 an The Sportsman Media Group vergeben. Als Partner des Unternehmens übertrug Servus TV jeweils ein Sonntagsspiel im Zuge der „Servus Hockey Night“. In den Play-offs werden pro Spieltag ein Spiel und bei möglichen Entscheidungsspielen diese in Konferenzschaltung über den TV-Sender ausgestrahlt. Zusätzlich übertrug das Internet-Portal laola1.tv jeden Freitag ein Spiel live im Internet. 2016 wurde der Vertrag mit Servus TV verlängert; zusätzlich wurde Sky wieder als Partner gewonnen und übertrug 50 Spiele.
In Ungarn überträgt der Fernsehsender DIGI Sport ausgewählte Partien von Fehérvár AV19 live. In Italien zeigt Video33.it Spiele des HC Bozen.
Servus TV beendete seinen Vertrag mit der EBEL am Ende der Saison 2019/2020. Seit der Saison 2020/2021 überträgt der Sender Puls 24 einzelne Spiele der ICE Hockey League. Außerdem besteht bei allen nicht von Puls 24 übertragenen Ligaspielen die Möglichkeit einen kommentierten Live-Stream (pay per view auf der Liga-Homepage) zu nutzen.

### Radio
Radio Kärnten, das auch über Internet per Livestream empfangen werden kann, überträgt fast alle Spiele der Kärntner Eishockeyklubs KAC bzw. VSV, im Rahmen des „Kärntner Eishockeymagazins“. Das 1. Eishockey-Magazin gab es Anfang der 80er Jahre in Radio Wien zu Zeiten des WEV und EC Stadlau. Radio Wien berichtet auch heute vor allem von Heimspielen der Vienna Capitals live, dasselbe gilt auch für die Heimspiele der Graz 99ers, die vom Privatradio Antenne Steiermark übertragen werden. Auch andere Landesstudios haben die Idee inzwischen aufgegriffen und senden sporadisch Live-Übertragungen von Ligaspielen.

## Übersicht seit Gründung der EBEL
|            | Team                 | 2003/04 | 2003/04 | 2004/05 | 2004/05 | 2005/06 | 2005/06 | 2006/07 | 2006/07 | 2007/08 | 2007/08 | 2008/09 | 2008/09 | 2009/10 | 2009/10 | 2010/11 | 2010/11 | 2011/12 | 2011/12 | 2012/13 | 2012/13 | 2013/14 | 2013/14 | 2014/15 | 2014/15 | 2015/16 | 2015/16 | 2016/17 | 2016/17 | 2017/18 | 2017/18 | 2018/19 | 2018/19 | 2019/20 | 2019/20 | 2020/21 | 2020/21 | 2021/22 | 2021/22 |
| ---------- | -------------------- | ------- | ------- | ------- | ------- | ------- | ------- | ------- | ------- | ------- | ------- | ------- | ------- | ------- | ------- | ------- | ------- | ------- | ------- | ------- | ------- | ------- | ------- | ------- | ------- | ------- | ------- | ------- | ------- | ------- | ------- | ------- | ------- | ------- | ------- | ------- | ------- | ------- | ------- |
| Osterreich | EC KAC               | 1       | M       | 2       | F       | 5       | –       | 7       | –       | 2       | VF      | 1       | M       | 7       | VF      | 1       | F       | 4       | F       | 5       | M       | 7       | –       | 8       | HF      | 8       | VF      | 3       | F       | 4       | VF      | 3       | M       | 4       | - 1     | 2       | M       | 8       | VF      |
| Osterreich | EHC Linz             | 2       | HF      | 6       | –       | 6       | –       | 3       | HF      | 3       | HF      | 5       | HF      | 4       | F       | 5       | VF      | 1       | M       | 6       | HF      | 2       | HF      | 2       | HF      | 5       | HF      | 4       | VF      | 3       | HF      | 7       | VF      | 7       | - 1     | 9       | –       | 13      | –       |
| Osterreich | EC VSV               | 3       | F       | 4       | HF      | 2       | M       | 2       | F       | 5       | VF      | 4       | VF      | 5       | VF      | 4       | HF      | 7       | –       | 4       | VF      | 6       | HF      | 3       | VF      | 7       | HF      | 10      | –       | 11      | –       | 10      | –       | 6       | - 1     | 8       | VF      | 2       | HF      |
| Osterreich | Graz 99ers           | 4       | HF      | 5       | –       | 7       | –       | 8       | –       | 9       | –       | 7       | VF      | 1       | VF      | 6       | VF      | 9       | –       | 3       | VF      | 9       | –       | 9       | –       | 11      | –       | 7       | VF      | 8       | –       | 2       | HF      | 5       | - 1     | 11      | –       | 10      | –       |
| Osterreich | Vienna Capitals      | 5       | –       | 1       | M       | 4       | HF      | 4       | HF      | 1       | HF      | 2       | HF      | 3       | HF      | 3       | HF      | 8       | VF      | 1       | F       | 1       | VF      | 4       | F       | 3       | VF      | 1       | M       | 1       | HF      | 1       | F       | 3       | - 1     | 4       | HF      | 4       | HF      |
| Osterreich | VEU Feldkirch        | 6       | –       |         |         |         |         |         |         |         |         |         |         |         |         |         |         |         |         |         |         |         |         |         |         |         |         |         |         |         |         |         |         |         |         |         |         |         |         |
| Osterreich | HC Innsbruck         | 7       | –       | 3       | HF      | 3       | HF      | 6       | –       | 8       | VF      | 8       | VF      |         |         |         |         |         |         | 12      | –       | 11      | –       | 11      | –       | 9       | –       | 5       | VF      | 5       | VF      | 9       | –       | 10      | - 1     | 10      | –       | 11      | –       |
| Osterreich | EC Red Bull Salzburg |         |         | 7       | –       | 1       | F       | 1       | M       | 4       | M       | 3       | F       | 2       | M       | 2       | M       | 3       | VF      | 8       | HF      | 3       | F       | 1       | M       | 1       | M       | 2       | HF      | 2       | F       | 5       | HF      | 2       | - 1     | 3       | HF      | 1       | M       |
| Osterreich | Dornbirn Bulldogs    |         |         |         |         |         |         |         |         |         |         |         |         |         |         |         |         |         |         | 11      | –       | 8       | VF      | 10      | –       | 6       | VF      | 9       | –       | 7       | VF      | 11      | –       | 11      | - 1     | 6       | VF      | 12      | –       |
| Slowenien  | HK Jesenice          |         |         |         |         |         |         | 5       | –       | 6       | VF      | 6       | VF      | 9       | –       | 10      | –       | 11      | –       |         |         |         |         |         |         |         |         |         |         |         |         |         |         |         |         |         |         |         |         |
| Slowenien  | HDD Olimpija         |         |         |         |         |         |         |         |         | 7       | F       | 10      | –       | 10      | –       | 7       | VF      | 5       | HF      | 10      | –       | 12      | –       | 12      | –       | 12      | –       | 11      | –       |         |         |         |         |         |         |         |         |         |         |
| Slowenien  | HK Olimpija          |         |         |         |         |         |         |         |         |         |         |         |         |         |         |         |         |         |         |         |         |         |         |         |         |         |         |         |         |         |         |         |         |         |         |         |         | 6       | VF      |
| Ungarn     | Fehérvár AV19        |         |         |         |         |         |         |         |         | 10      | –       | 9       | –       | 6       | VF      | 9       | –       | 6       | VF      | 9       | –       | 10      | VF      | 6       | VF      | 10      | –       | 12      | –       | 10      | –       | 4       | VF      | 9       | - 1     | 5       | VF      | 3       | F       |
| Kroatien   | KHL Medveščak Zagreb |         |         |         |         |         |         |         |         |         |         |         |         | 8       | HF      | 8       | VF      | 2       | HF      | 2       | VF      |         |         |         |         |         |         |         |         | 6       | VF      |         |         |         |         |         |         |         |         |
| Tschechien | Orli Znojmo          |         |         |         |         |         |         |         |         |         |         |         |         |         |         |         |         | 10      | VF      | 7       | VF      | 5       | VF      | 5       | VF      | 2       | F       | 8       | VF      | 12      | –       | 8       | VF      | 8       | - 1     |         |         | 7       | VF      |
| Italien    | HC Bozen             |         |         |         |         |         |         |         |         |         |         |         |         |         |         |         |         |         |         |         |         | 4       | M       | 7       | VF      | 4       | VF      | 6       | HF      | 9       | M       | 6       | VF      | 1       | - 1     | 1       | F       | 9       | –       |
| Italien    | HC Pustertal         |         |         |         |         |         |         |         |         |         |         |         |         |         |         |         |         |         |         |         |         |         |         |         |         |         |         |         |         |         |         |         |         |         |         |         |         | 5       | VF      |
| Slowakei   | Bratislava Capitals  |         |         |         |         |         |         |         |         |         |         |         |         |         |         |         |         |         |         |         |         |         |         |         |         |         |         |         |         |         |         |         |         |         |         | 7       | VF      |         |         |

## Ewige Tabelle seit 1965
Die folgende Tabelle gibt die Bilanz aller Hauptrunden der Bundesligasaisonen seit der Spielzeit 1965/66 wieder. Enthalten sind sämtliche Vorrundenergebnisse exklusive der Meister-, Platzierungs- oder Qualifikationsrunden. Der einzige Verein, der alle Saisonen bestritt, ist der EC KAC.
Angemerkt sei noch, dass die Tore der Saison 1976/77 nicht ermittelt werden konnten. Diese Daten sind daher in der untenstehenden Tabelle nicht enthalten.
Stand: nach dem Grunddurchgang der Saison 2018/19
Abkürzungen:  SP = Spiele, S = Siege, N = Niederlagen, U = Unentschieden, SNV = Siege in Overtime oder Verlängerung, NNV = Niederlagen in Overtime oder Verlängerung, T = Geschossene Tore, GT = Gegentore, TD = Tordifferenz, PKT% = Prozentsatz der erreichten an den insgesamt möglichen Punkten 
| Team                   | Erste Saison | Letzte Saison | Spiel- zeiten | SP   | S   | U  | N   | SNV | NNV | PKT  | Sieg% | T    | GT   | TD    | Meistertitel | Status                                             |
| ---------------------- | ------------ | ------------- | ------------- | ---- | --- | -- | --- | --- | --- | ---- | ----- | ---- | ---- | ----- | ------------ | -------------------------------------------------- |
| EC KAC                 | 1965/66      | 2018/19       | 54            | 1672 | 897 | 86 | 513 | 95  | 81  | 2243 | 59,33 | 7014 | 5162 | +1852 | 24           | aktiv                                              |
| EC VSV                 | 1977/78      | 2018/19       | 42            | 1416 | 682 | 83 | 503 | 74  | 74  | 1738 | 53,39 | 5377 | 4532 | +845  | 6            | aktiv                                              |
| EHC Linz               | 2000/01      | 2018/19       | 19            | 876  | 425 | 0  | 281 | 93  | 77  | 1210 | 59,13 | 2955 | 2436 | +519  | 2            | aktiv                                              |
| Vienna Capitals        | 2001/02      | 2018/19       | 18            | 840  | 411 | 0  | 261 | 81  | 87  | 1181 | 58,57 | 2840 | 2359 | +481  | 2            | aktiv                                              |
| EC Red Bull Salzburg   | 2004/05      | 2018/19       | 15            | 718  | 356 | 0  | 225 | 74  | 63  | 1027 | 59,89 | 2645 | 2090 | +555  | 6            | aktiv                                              |
| Graz 99ers             | 2000/01      | 2018/19       | 19            | 876  | 320 | 0  | 389 | 82  | 85  | 970  | 45,89 | 2541 | 2796 | −255  | 0            | aktiv                                              |
| VEU Feldkirch          | 1967/68      | 2003/04       | 35            | 858  | 390 | 77 | 371 | 12  | 8   | 889  | 46,85 | 3535 | 3503 | +32   | 9            | Alps Hockey League                                 |
| EV Innsbruck           | 1965/66      | 1992/93       | 28            | 696  | 359 | 81 | 256 | 0   | 0   | 799  | 51,58 | 3086 | 2554 | +532  | 1            | nicht mehr existent                                |
| HC Innsbruck           | 2000/01      | 2018/19       | 16            | 728  | 243 | 0  | 342 | 77  | 66  | 774  | 43,96 | 2185 | 2557 | −372  | 0            | aktiv                                              |
| Wiener Eislauf-Verein  | 1965/66      | 1999/00       | 32            | 734  | 306 | 92 | 332 | 1   | 3   | 709  | 41,83 | 2919 | 3017 | −98   | 0            | Wiener Liga                                        |
| Fehérvár AV19          | 2007/08      | 2018/19       | 12            | 566  | 179 | 0  | 264 | 61  | 62  | 603  | 42,40 | 1591 | 1884 | −293  | 0            | aktiv                                              |
| Orli Znojmo            | 2011/12      | 2018/19       | 8             | 368  | 152 | 0  | 148 | 28  | 40  | 479  | 48,91 | 1161 | 1146 | +15   | 0            | aktiv                                              |
| HC Bozen               | 2013/14      | 2018/19       | 6             | 284  | 125 | 0  | 107 | 21  | 31  | 408  | 51,41 | 832  | 792  | +40   | 2            | aktiv                                              |
| Dornbirn Bulldogs      | 2012/13      | 2018/19       | 7             | 328  | 112 | 0  | 148 | 29  | 39  | 396  | 42,99 | 966  | 1073 | −107  | 0            | aktiv                                              |
| Kapfenberger SV        | 1973/74      | 2001/02       | 18            | 456  | 162 | 41 | 237 | 9   | 7   | 390  | 37,50 | 1650 | 1963 | −313  | 0            | Steirische Eliteliga                               |
| HDD Olimpija Ljubljana | 2007/08      | 2016/17       | 10            | 478  | 117 | 0  | 277 | 44  | 40  | 371  | 33,68 | 1193 | 1720 | −527  | 0            | Alps Hockey League                                 |
| ATSE Graz              | 1966/67      | 1979/80       | 14            | 328  | 164 | 35 | 129 | 0   | 0   | 363  | 50,00 | 1170 | 1025 | +145  | 2            | Steirische Eliteliga                               |
| KHL Medveščak Zagreb   | 2009/10      | 2018/19       | 6             | 280  | 101 | 0  | 122 | 25  | 32  | 307  | 45,00 | 828  | 960  | −132  | 0            | nicht mehr existent                                |
| HK Jesenice            | 2006/07      | 2011/12       | 6             | 294  | 92  | 0  | 138 | 27  | 37  | 275  | 40,48 | 864  | 1030 | −166  | 0            | nicht mehr existent                                |
| EHC Lustenau           | 1982/83      | 2002/03       | 12            | 354  | 94  | 19 | 221 | 11  | 9   | 238  | 29,66 | 1353 | 1815 | −462  | 0            | Alps Hockey League                                 |
| HC Salzburg            | 1972/73      | 1981/82       | 10            | 276  | 90  | 31 | 155 | 0   | 0   | 211  | 32,61 | 1047 | 1291 | −244  | 0            | nicht mehr existent                                |
| EC Graz                | 1989/90      | 1997/98       | 9             | 184  | 86  | 26 | 72  | 0   | 0   | 198  | 46,74 | 794  | 732  | +62   | 0            | nicht mehr existent                                |
| WAT Stadlau            | 1971/72      | 1984/85       | 10            | 276  | 76  | 36 | 164 | 0   | 0   | 188  | 27,54 | 989  | 1426 | −437  | 0            | nur noch Judo                                      |
| EK Zell am See         | 1968/69      | 2001/02       | 9             | 212  | 53  | 11 | 136 | 6   | 6   | 135  | 27,83 | 648  | 1095 | −447  | 0            | Alps Hockey League                                 |
| EC Kitzbühel           | 1965/66      | 1972/73       | 8             | 148  | 46  | 12 | 90  | 0   | 0   | 104  | 31,08 | 510  | 741  | −231  | 0            | Alps Hockey League                                 |
| EV Zeltweg             | 1994/95      | 2000/01       | 3             | 82   | 14  | 4  | 58  | 2   | 4   | 40   | 19,51 | 237  | 497  | −260  | 0            | Steirische Eliteliga                               |
| EC Salzburg            | 1986/87      | 1987/88       | 2             | 48   | 12  | 9  | 27  | 0   | 0   | 33   | 25,00 | 156  | 267  | −111  | 0            | nicht mehr existent                                |
| EC Ehrwald             | 1994/95      | 1994/95       | 1             | 18   | 8   | 0  | 10  | 0   | 0   | 16   | 44,44 | 62   | 68   | −6    | 0            | Tiroler Landesliga                                 |
| DEK Schellander        | 2000/01      | 2000/01       | 1             | 36   | 5   | 0  | 27  | 0   | 4   | 14   | 13,89 | 86   | 199  | −113  | 0            | nicht mehr existent                                |
| Grazer AK              | 1970/71      | 1970/71       | 1             | 28   | 3   | 1  | 24  | 0   | 0   | 7    | 10,71 | 92   | 203  | −111  | 0            | nur noch Fußball, Tennis, Basketball, Turmspringen |
| Grazer SV              | 1983/84      | 1984/85       | 2             | 52   | 2   | 2  | 48  | 0   | 0   | 6    | 3,85  | 149  | 412  | −263  | 0            | nicht mehr existent                                |
| EC Innsbruck Pradl     | 1969/70      | 1969/70       | 1             | 14   | 2   | 0  | 12  | 0   | 0   | 4    | 14,29 | 43   | 143  | −100  | 0            | nicht mehr existent                                |